# Chevrolet Impala
De Chevrolet Impala is een automodel van het Amerikaanse automerk Chevrolet. De Chevrolet Impala werd tussen 1957-1985, 1994-1996 en 1999-2020 geproduceerd. Het model was jarenlang een van de beste modellen van Chevrolet en was in 1965 (met 1.074.925 verkochte modellen) de meest verkochte auto ooit.
De Chevrolet Impala is in de Verenigde Staten, Canada, het Midden-Oosten en in Zuid-Korea verkocht.

## Eerste generatie
In 1958 introduceerde de merken van General Motors (Buick, Chevrolet, Cadillac, Oldsmobile en Pontiac) speciale modellen ter ere van het 50 jarige bestaan van GM. Chevrolet maakte een speciaal model van de Bel Air, de Bel Air Impala. 
De Bel Air Impala was te verkrijgen als een tweedeurs hardtop of een cabriolet. De Impala verschilde veel van de normale modellen qua uiterlijk. Zo had het model dubbele koplampen en drie achterlichten aan elke kant. Normaal hadden Chevrolet modellen slechts één koplamp en een enkele achterlicht.
De Impala had drie motoropties, dit waren een 4,6L Blue Fire V8 motor, een 3,9L Blue Flame Inline 6 motor en een 5,7L W-series Turbo Trust V8 motor. De 4,6L V8 was de standaardmotor voor de Impala en kon 185 pk, 230 pk of 250 pk leveren, afhankelijk van de brandstofinjectie.
In totaal verkocht Chevrolet 181.469 Impala's in 1958. 125.480 auto's waren hardtops en 55.989 waren cabrio's.

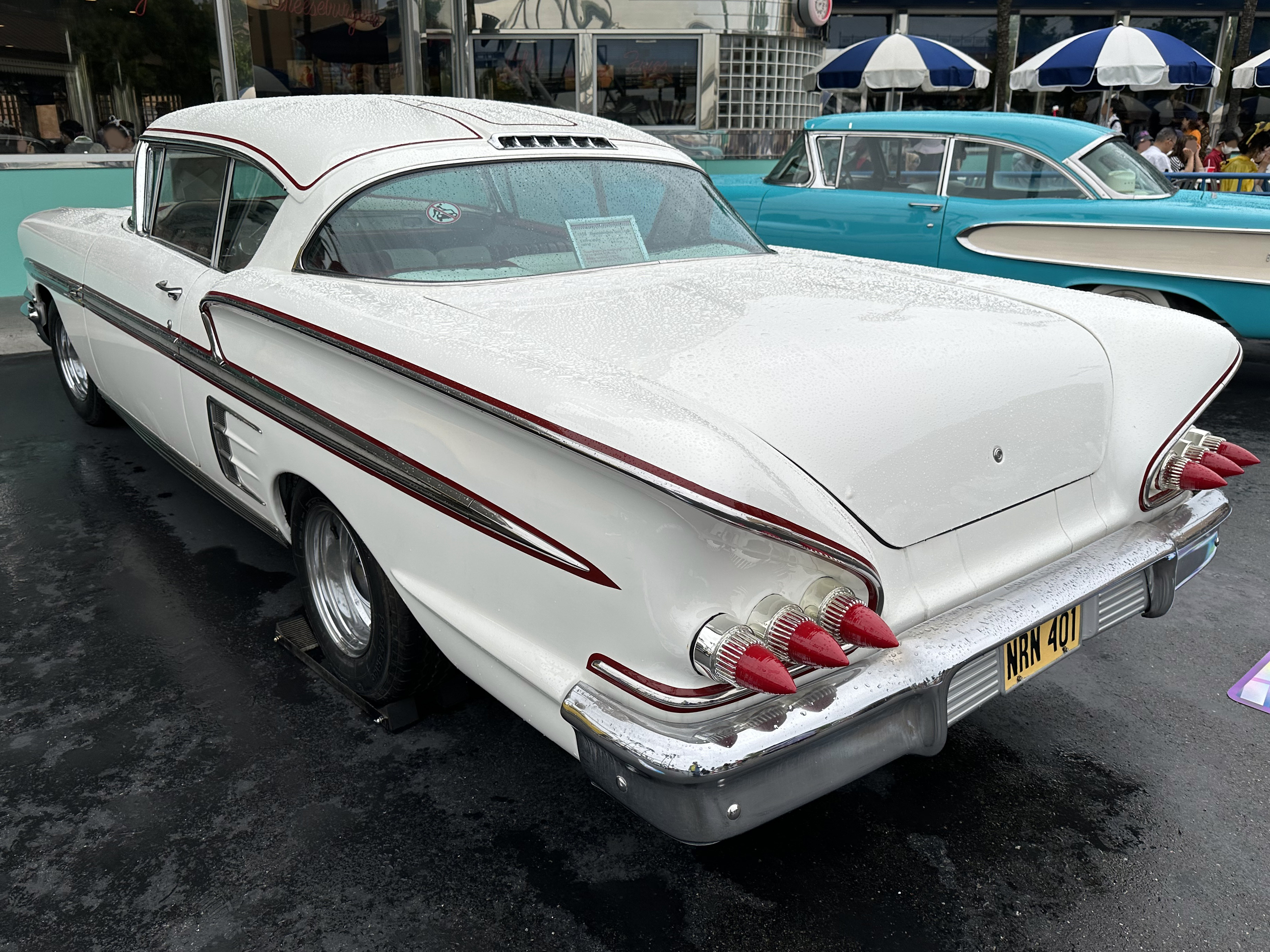
Achterzijde van de Bel Air Impala, goed te zien zijn de driedubbele achterlichten.
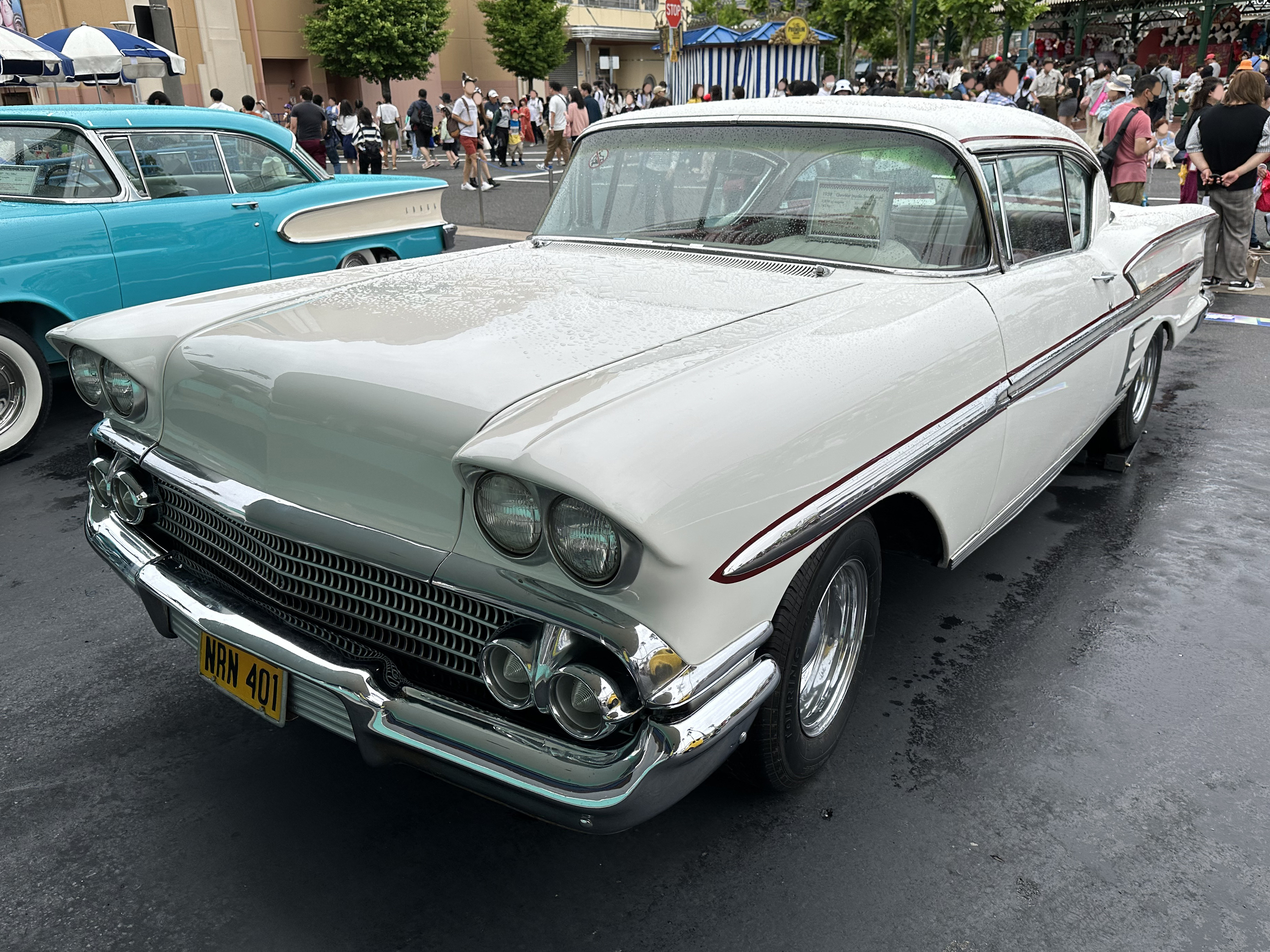
De voorzijde van de Bel Air Impala.

## Tweede generatie
In 1959 werd de Impala aangepast zodat het meer onderdelen kon delen met Oldsmobile, Pontiac en Buick modellen. De Impala werd iets lager, maar de lengte nam wel toe. De Impala kreeg hogere 'tailfins', iets wat veel voorkwam op Amerikaanse auto's uit die tijd. Ook werden de driedubbele achterlichten vervangen door een geheel achterlicht. 
Verder werd de Impala een apart model en was niet langer een speciale versie van de Bel Air. Er kwamen nieuwe versies beschikbaar, namelijk een vierdeurs sedan, vierdeurs hardtop en een vijfdeurs stationwagen. Nieuwe voorzieningen op de Impala waren: zonnekleppen, armleuningen, een elektrische klok en een Speedminder. Met een Speedminder kon de chauffeur een bepaalde snelheid instellen en als er harder werd gereden dan de ingestelde snelheid, dan werd de chauffeur gealarmeerd. 
De motoropties waren precies hetzelfde als de eerste generatie, alleen was de Inline 6 motor nu standaard ipv de 4,6L V8. 
In 1960 werden de achterlichten vervangen door drie losse lampjes aan elke kant. Er werden in totaal 490.000 Impala's tussen 1959 en 1960 geproduceerd.
De Impala werd ook voor het eerst met het stuur rechts geproduceerd voor Australië, Nieuw-Zeeland en Zuid-Afrika.

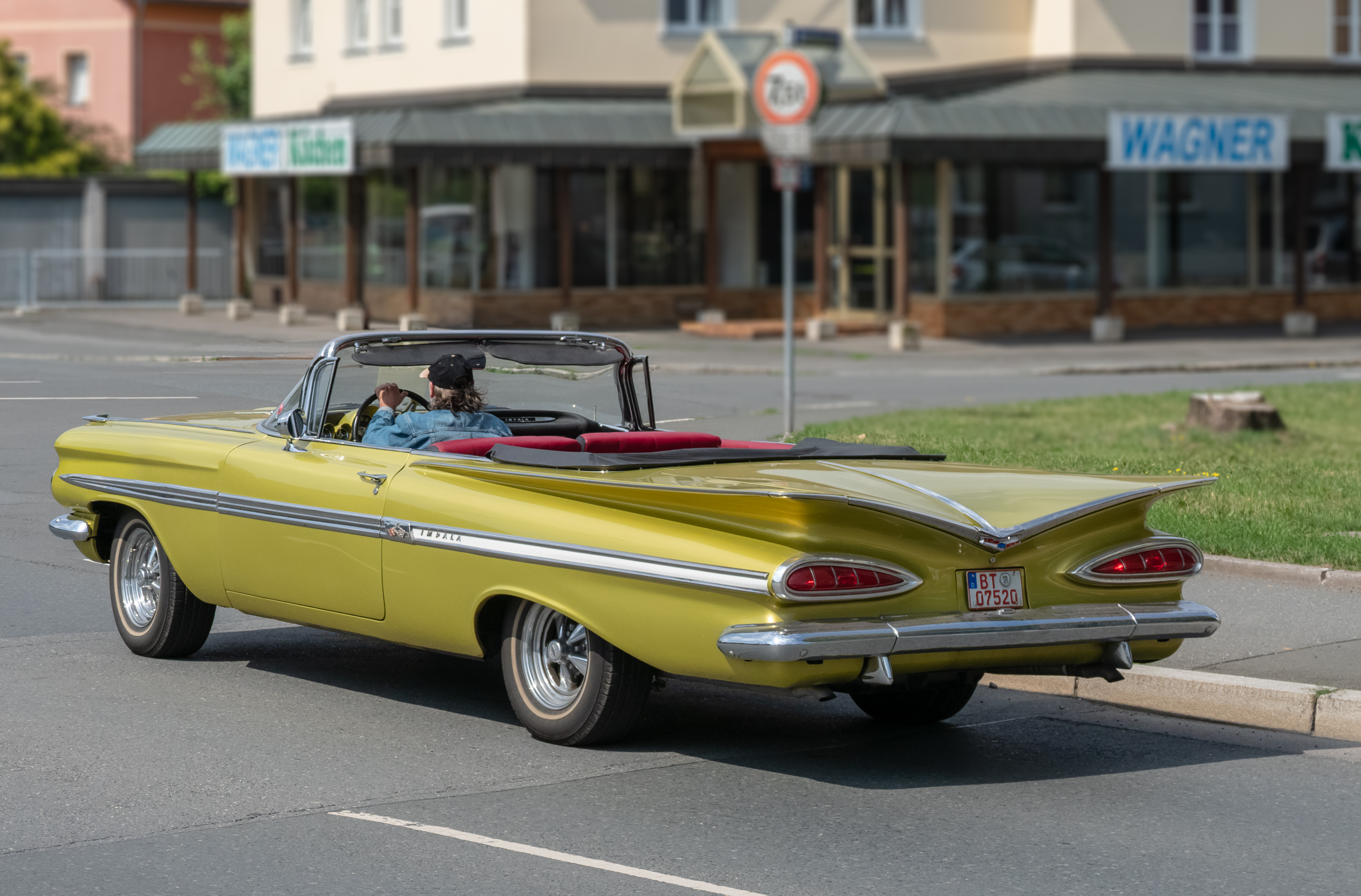
Chevrolet Impala uit 1959
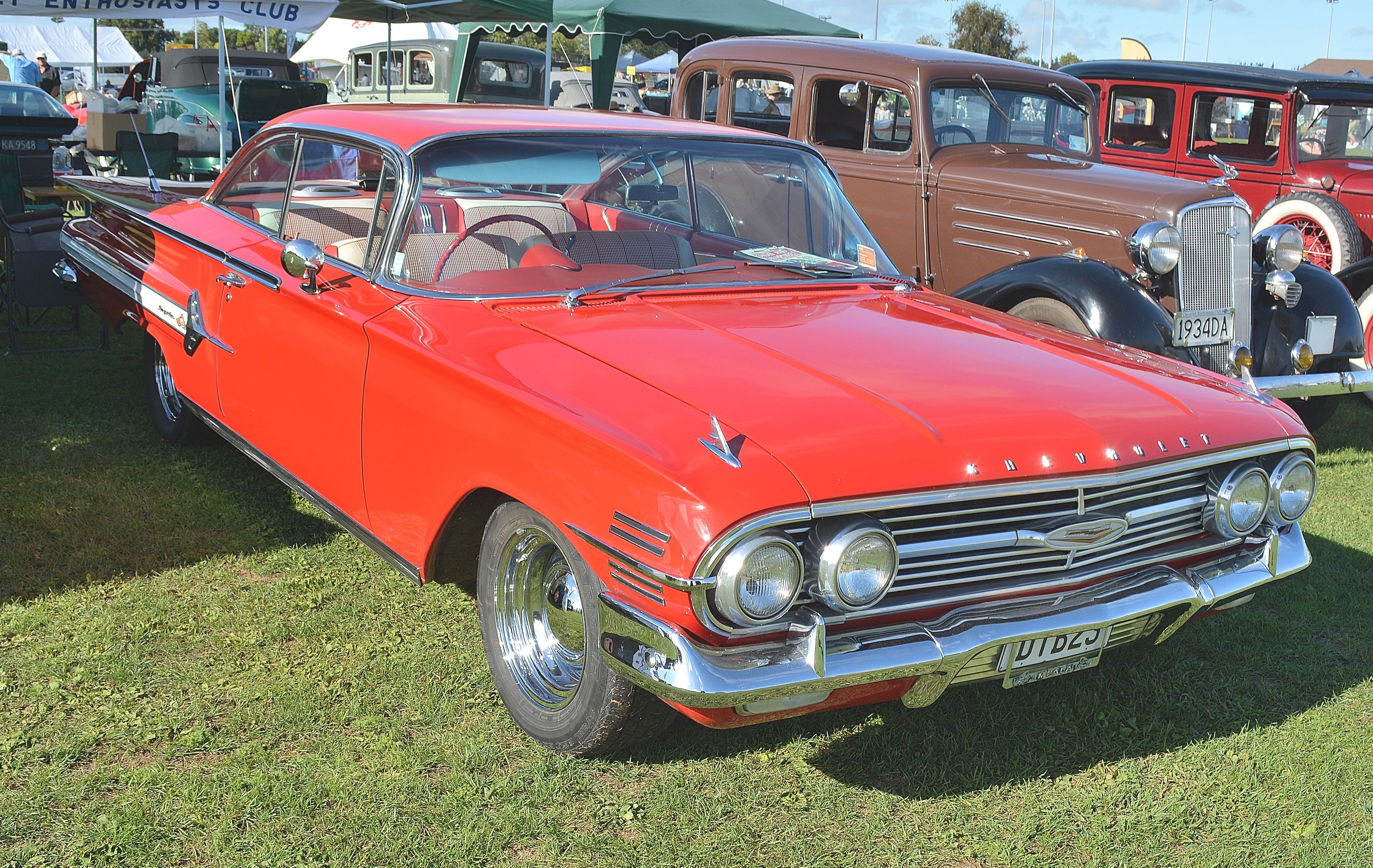
Een Chevrolet Impala uit 1960
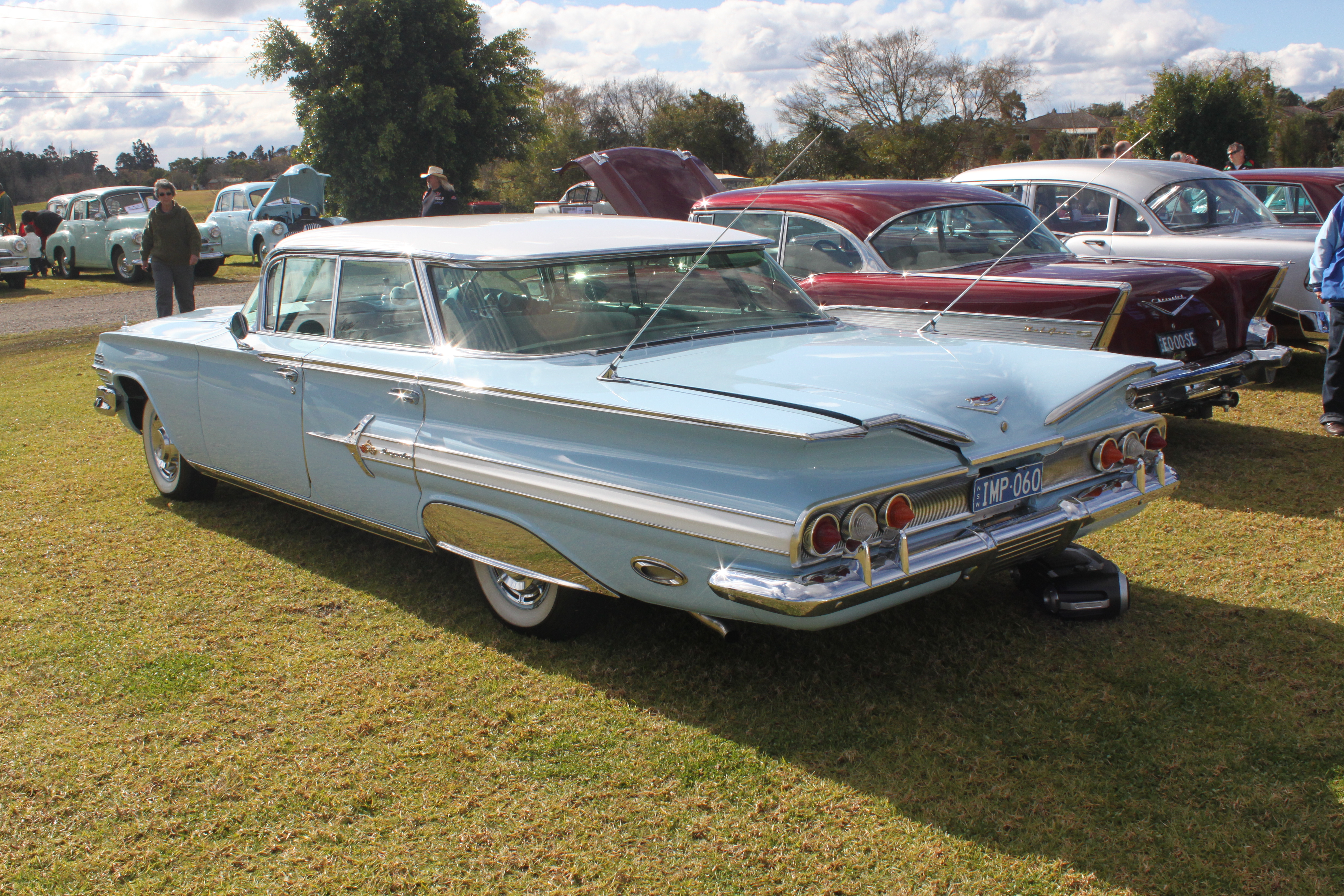
Achterzijde van de 1960 Impala

## Derde generatie
In 1961 werd het Super Sport (SS) pakket voor de Impala uitgebracht. De SS-optie zou later op vele andere Chevrolet modellen toegepast worden. De Impala SS kreeg verbeterde functies, zoals krachtige motoren en veringen. In datzelfde jaar bracht Chevrolet ook een tweedeurs sedan uit, die in 1962 al uit de verkoop werd gehaald. 
In 1962 werd de 3,9L I6 motor uit productie gehaald. Motoropties voor de Impala waren een 5,4L V8 motor (standaardmotor) en een 6,7L V8 motor. 
In 1962 brachten de Beach Boys het nummer '409' uit, wat over de Chevrolet Impala ging.
In 1963 waren de 4,6L V8 en 5,4L V8 motoren de populairste opties. Chevrolet bracht in dat jaar twee nieuwe motoren uit: een 3,8L I6 en een 7,0L V8. De 7,0L werd alleen in 1963 te geproduceerd en was alleen maar op de Impala Sport Coupe te verkrijgen. Er waren maar 50 Impala's gebouwd die deze grote motor hadden. 
Het instrumentenpaneel werd vernieuwd en kreeg waarschuwingslapjes voor een te koude of te warme motor. Een tachometer was als extra optie beschikbaar. 
In 1964 werd de Impala herontworpen met een minder boller uiterlijk. De Impala SS was niet langer een optie voor de Impala en werd een eigen model. Verder werden achteruitrijlichten standaard. 
De Chevrolet Impala uit 1964 was gedurende de jaren 80 en 90 een populair model in de lowrider-cultuur en werd vaak genoemd in hiphopnummers, met name westcoasthiphop.
De Impala werd ook naar Zuid-Afrika, Australië en Nieuw-Zeeland geëxporteerd met her stuur rechts. De modellen werden in Canada gebouwd en verscheept naar de genoemde landen. Daar werden de auto's verder afgebouwd en verkocht.

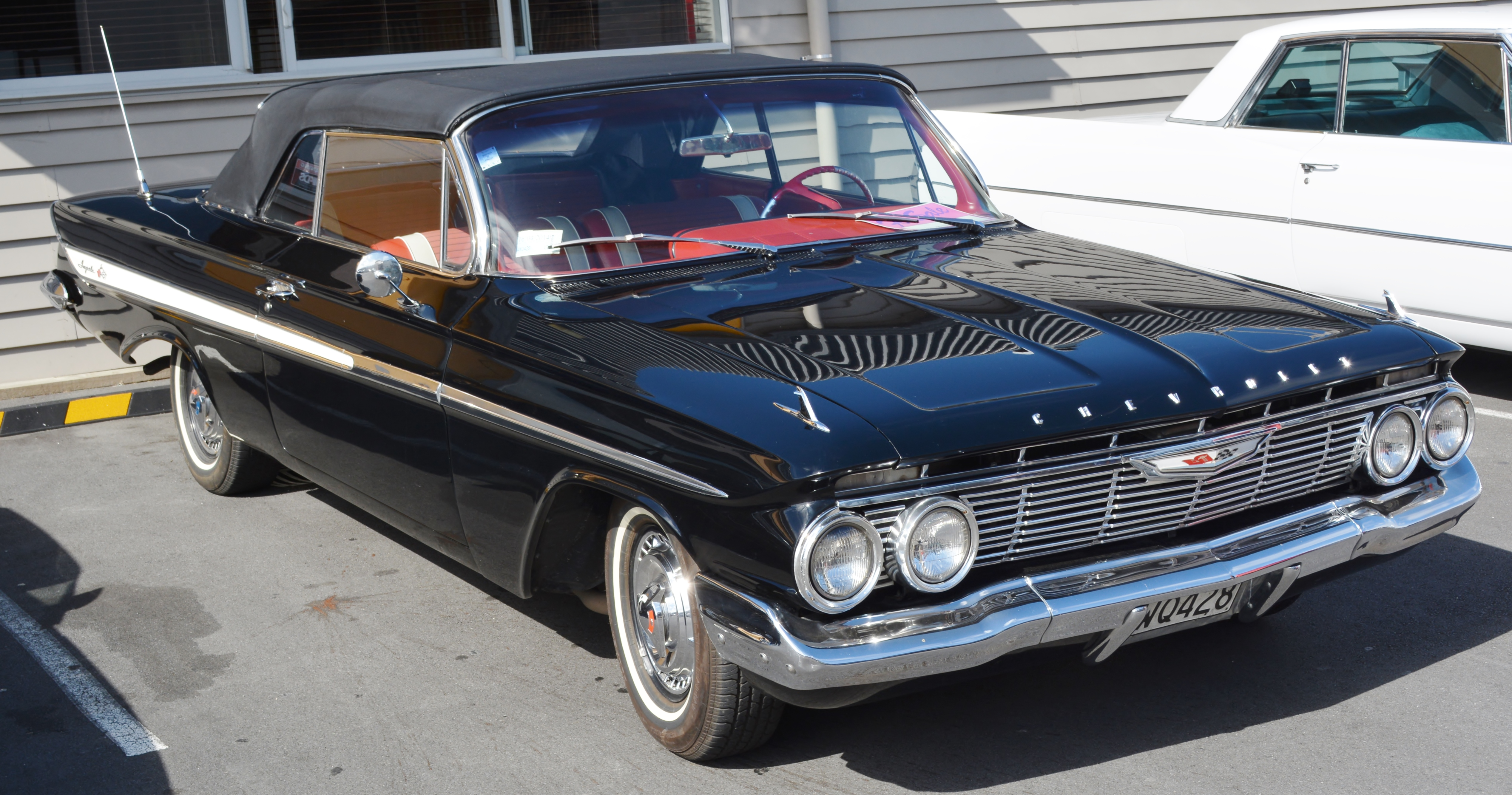
Een Chevrolet Impala Cabrio uit 1961
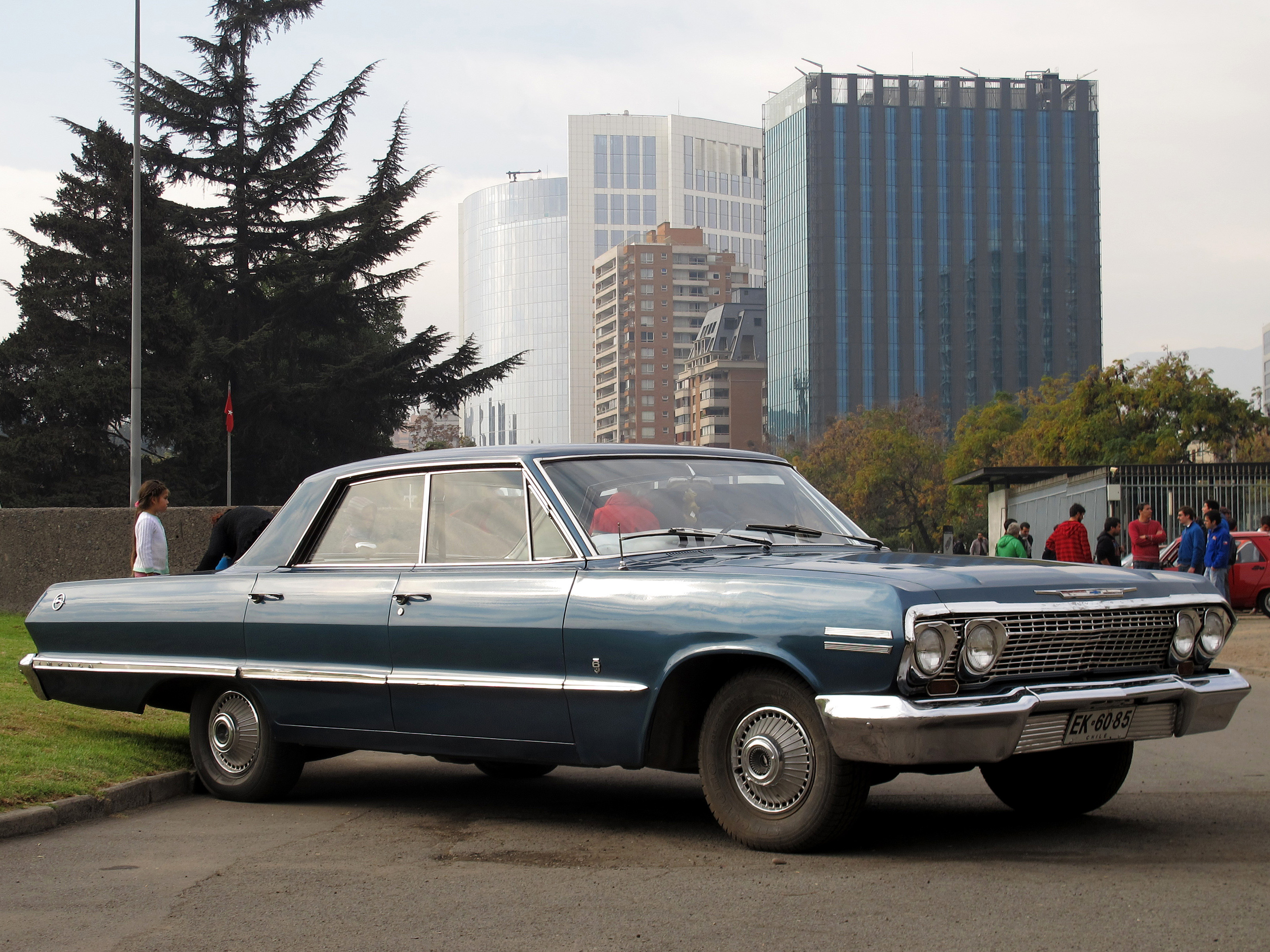
Chevrolet Impala Sedan uit 1963
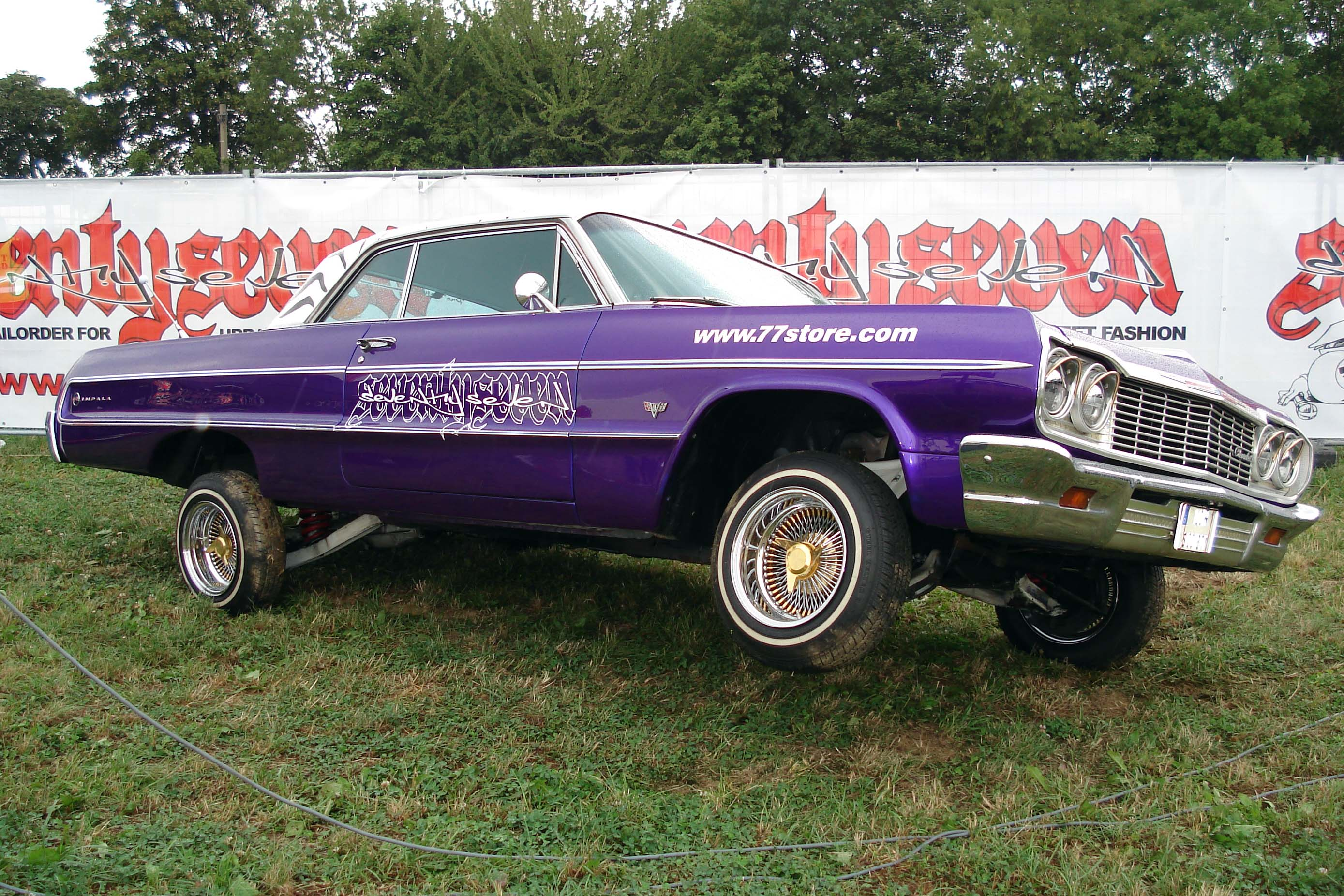
Impala Lowrider

## Vierde generatie
In 1965 kwam de vernieuwde Chevrolet Impala op de markt. In datzelfde jaar verkocht Chevrolet 1 miljoen Impala’s, een record toen de tijd. De vernieuwde Impala had een groter platform, wat de auto breder maakte. Een betere voorruit en compleet nieuwe veringen zorgden voor een fijnere rit. Alle modellen zonder C-pilaar  kregen zijramen zonder frame. 
Compleet nieuw in 1965 was de Impala Caprice. Deze speciale versie werd op een vierdeurs hardtop Impala gebouwd en had houten afwerking in de dashboard en de deurhendels. De Impala insignes werden vervangen door ‘Caprice by Chevrolet’ insignes vervangen. De Impala Caprice werd in 1966 als eigen model op de markt gebracht. 
De motoropties waren een inline 6 motor en kleine en grote V8 motors. De voertuigen werden standaard geleverd met een automatische versnelling, maar een schakelbak was ook mogelijk.
In 1966 kreeg de Impala een kleine opfrissing met een vernieuwd instrumentenpaneel, grille en vernieuwde achterlichten. Standaard veiligheidsmaatregelen waren nu heupgordels voor én achter, achteruitrijlichten en een spiegel. Nieuwe motoropties waren twee 7 liter V8 motors. De eerste motor (RPO L36) produceerde 385 pk, de tweede motor (L72) 425 pk. De L72 motor was overigens alleen met schakelbak te verkrijgen. De 1966 Chevrolet Impala cabriolet was de nummer 2 in de best verkochte cabriolets in de VS. Op nummer 1 stond de Ford Mustang. 
Om aan de nieuwe Federale veiligheidsmaatregelen van 1967 te voldoen werden er schoudergordels en positielampen in de auto gebouwd. De 7 liter L72 V8 was niet langer beschikbaar. 
In 1968 vond er wederom een upgrade  plaats. De Impala kreeg nieuwe achterlichten en de L72 V8 keerde weer terug op de optielijst. In datzelfde jaar werd de tweedeurs Custom Coupe gelanceerd. De Custom Coupe was gebaseerd op de oude Impala Caprice en zou tot 1976 in productie blijven. 
In 1969 kreeg de Impala een nieuwe voorbumper, achterlichten en een nieuw veiligheidssysteem. Als de sleutel uit het contact werd gehaald, ging het stuur automatisch op slot. 
De vernieuwde voorbumper was in feite de complete voorkant van de auto. De bumper werd om de grille en koplampen heen gebouwd. De achterlichten werden nu in de achterbumper gemonteerd.  
De Impala stationwagen werd een apart model, de Chevrolet Kingswood. In 1970 werd de voorbumper vervangen door een normale. 
In Canada werden er Impala’s gebouwd met een stuur aan de rechterkant. Deze modellen werden als bouwpakketten naar de VK, Australië, Nieuw-Zeeland en Zuid-Afrika geëxporteerd, waar ze verder in elkaar gezet zouden worden. Dit was goedkoper qua belasting dan een complete auto verschepen.

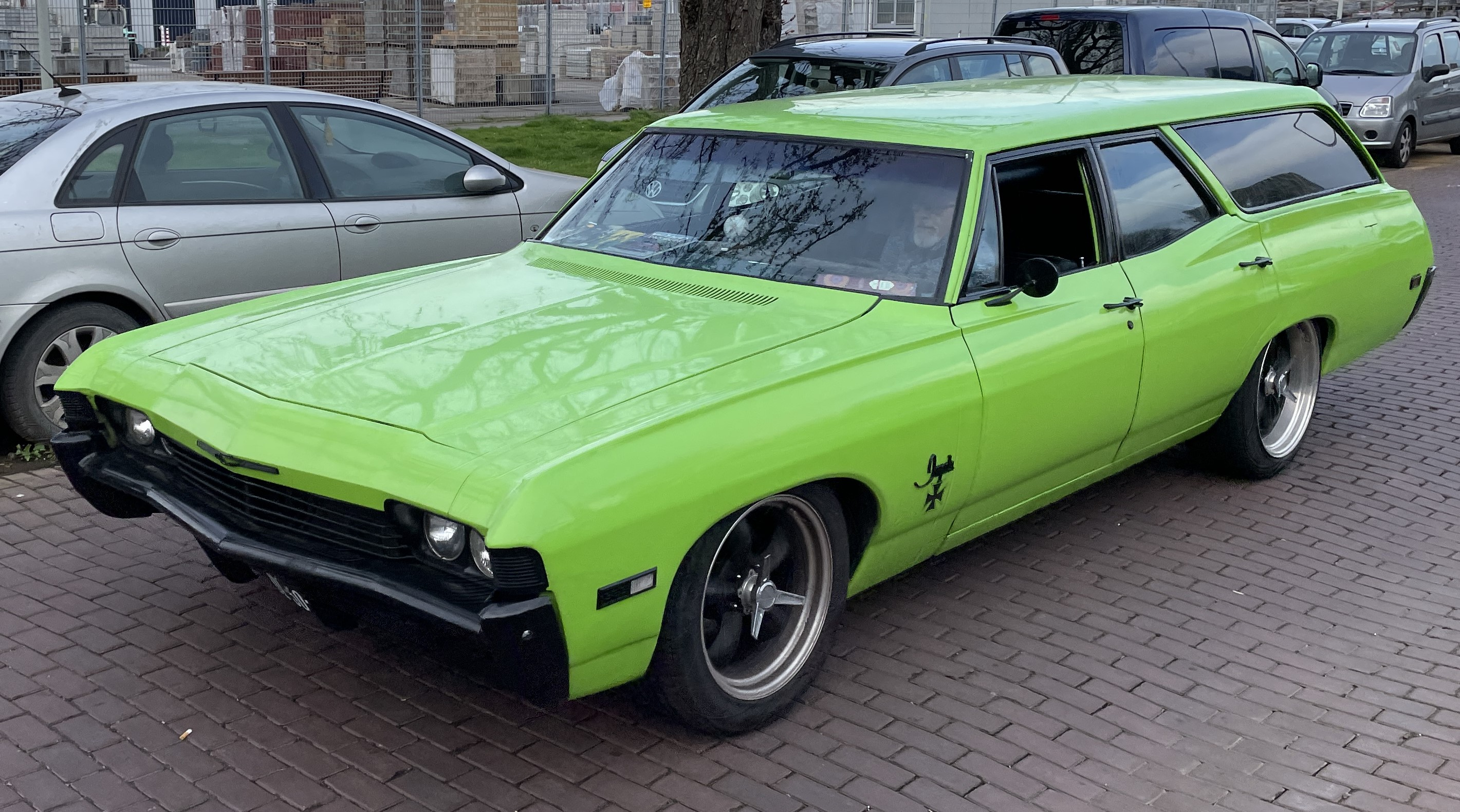
Chevrolet Impala 1968 (in Den Haag 2024)
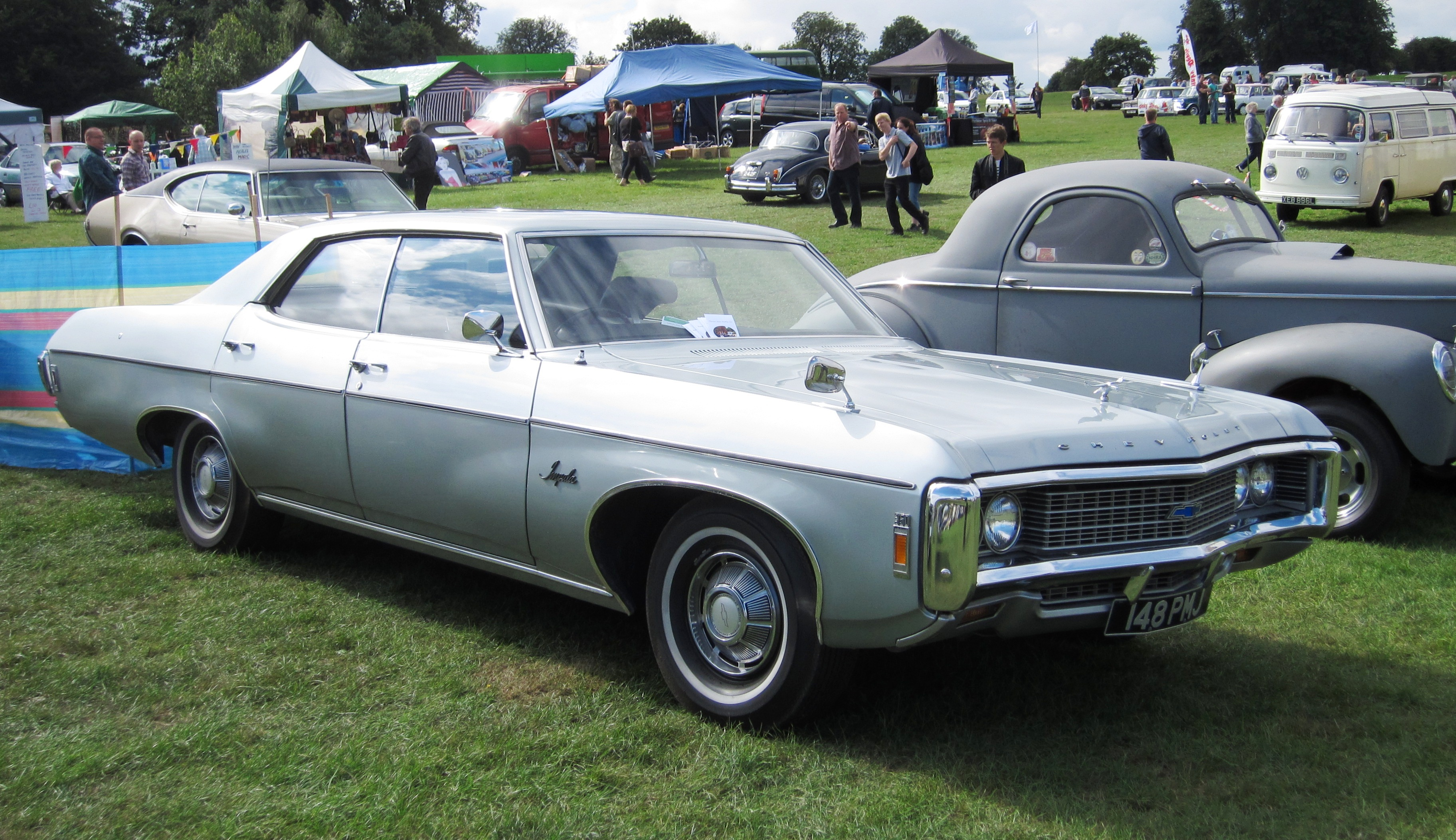
Chevrolet Impala Sedan uit 1969
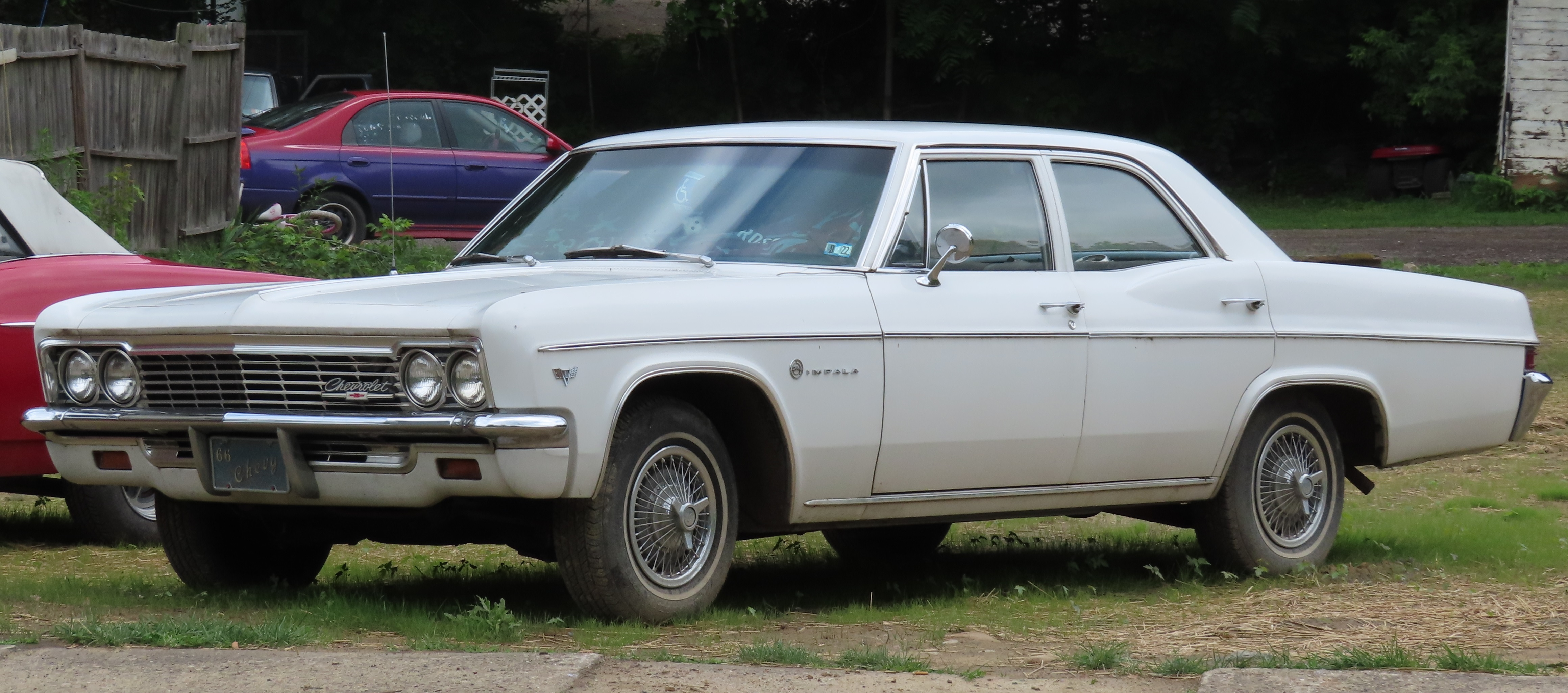
Chevrolet Impala Sedan uit 1966

## Vijfde generatie
In 1971 was de Chevrolet Impala het grootste model van Chevrolet. De motoren werden aangepast om op benzine van octaan 91 of hoger te kunnen werken. Ook werden er voorbereidingen gepleegd voor de inbouw van een katalysator.
De Impala uit 1971 zag er hetzelfde uit als de vorige generatie maar kreeg wel verbeteringen zoals schijfremmen, een nieuw ventilatiesysteem en een verstevigde dak die meer bescherming bood bij ongevallen. 
De Impala’s konden met verschillende motoren uitgerust worden. Dit waren een 4,1 liter Inline 6 motor die 145 pk kon leveren en een 5,7 liter V8 motor die 255 pk leverde. Andere opties (beperkt op een aantal varianten) waren twee 6,6 liter V8’s en een 7,4 liter V8. 
De stationwagen kreeg een clamshell achterdeur, waarbij de deur de auto ingeduwd kon worden. 
In 1972 kreeg de Impala een vernieuwde grill die zich boven én onder de voorbumper bevond. 1972 was het laatste jaar dat er Impala cabriolets gemaakt werden. Dit model is door de Caprice cabriolet vervangen. 
De motoropties bleven hetzelfde alleen werden de V8 motoren populairder dan de Inline 6 motor. Ook raakten de automatische versnellingsbakken meer in trek dan een klassieke schakelbak. 
De 1973 Impala werd veiliger gemaakt met een stevigere voorbumper en een experimentele airbag. Het chassis werd aangepast om het rijgedrag fijner te maken en nieuwe achterlichten zorgden voor meer zichtbaarheid. 
1973 was ook het eerste jaar waarbij er alleen maar Impala’s met een gesloten dak werden aangeboden. De standaardmotor op alle varianten was een 5,7 liter V8 motor. 
In 1974 waren de achterbumpers aan de beurt voor een veiligheidsupgrade en kregen ingebouwde schokafbrekers. De achterlichten werden in de achterklep ingebouwd en de positielampen werden aan de zijkant van de koplampen gemonteerd. 
De Sport Coupé’s konden uitgerust worden met een Spirit of America pakket. Dit pakket was enkel in 1974 te verkrijgen. Het omvatte een witte vinyl dak, witte bekleding met rode of blauwe tinten en speciale logo’s. 
In 1975 kreeg het interieur een kleine opfrisbeurt met nieuwe bekleding en panelen. De snelheidsmeter werd verhoogt naar 160 km/u. Bij sommige motoren kon er een katalysator ingebouwd worden
Verder kwam er in 1975 het Landau pakket uit. Dit was omvatte een vinyl dak en speciale badges en afwerking. De Sport Coupe werd opgeheven, waarmee de Custom Coupe de enige tweedeurs Impala was.
In 1976 kreeg de Impala een 'egg-crate' grille. Deze grille leek namelijk op de binnenkant van een eierdoos. Dit model was vrijwel identiek aan de Chevrolet Caprice, en om verwarring te voorkomen kreeg de Impala ronde koplampen en de Caprice rechthoekige. 
Het jaar 1976 was ook het laatste jaar waarin de vierdeurs hardtop zou worden aangeboden. Ter vervanging van de Chevrolet Bel-Air bracht Chevrolet de Impala S uit. De Impala S was gebaseerd op een vierdeurs Impala en werd voornamelijk als commercieel voertuig verkocht. Daarom was de Impala S ook een stuk simpeler, terwijl de normale Impala veel luxe kende. 

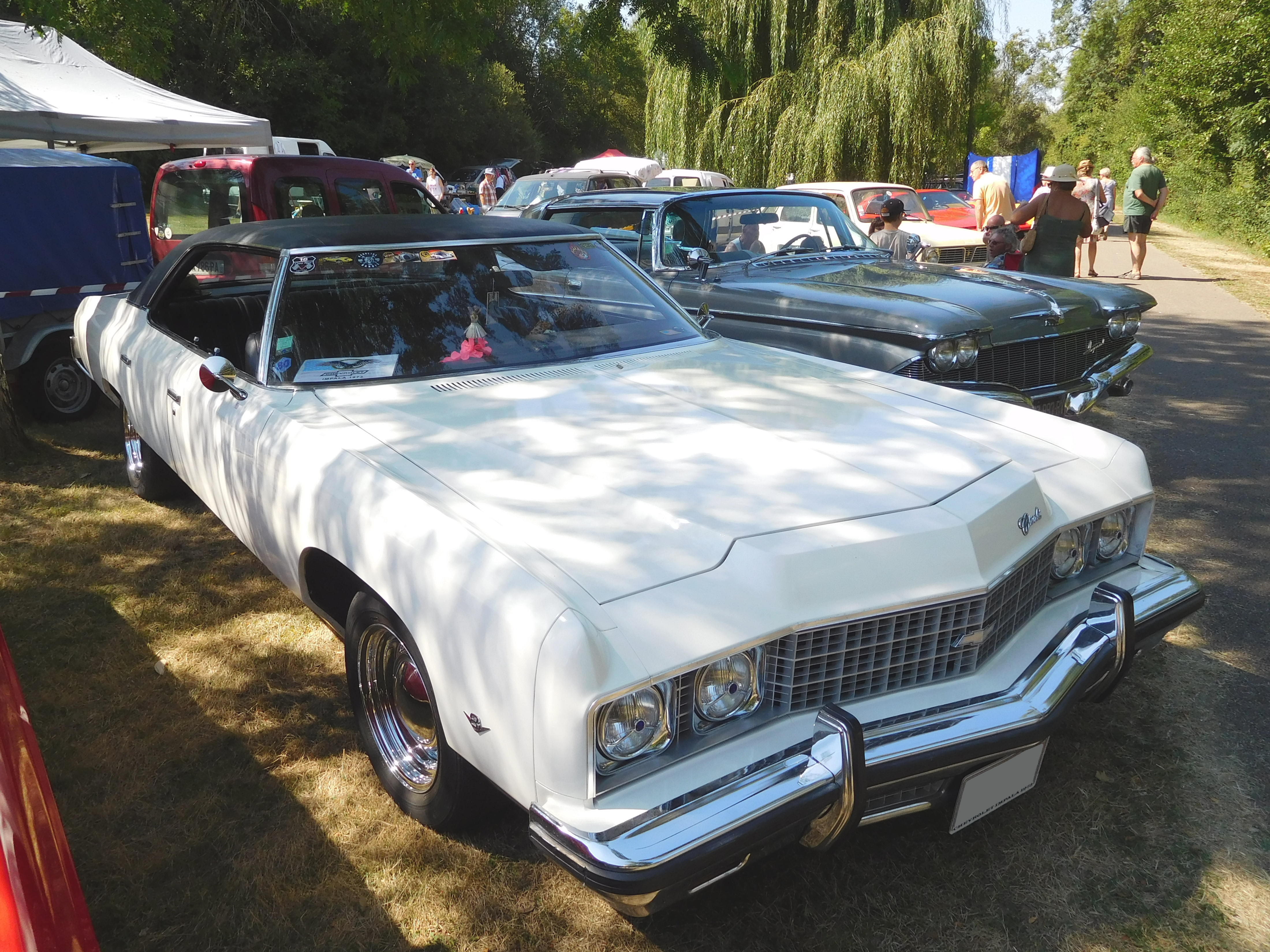
Chevrolet Impala uit 1973
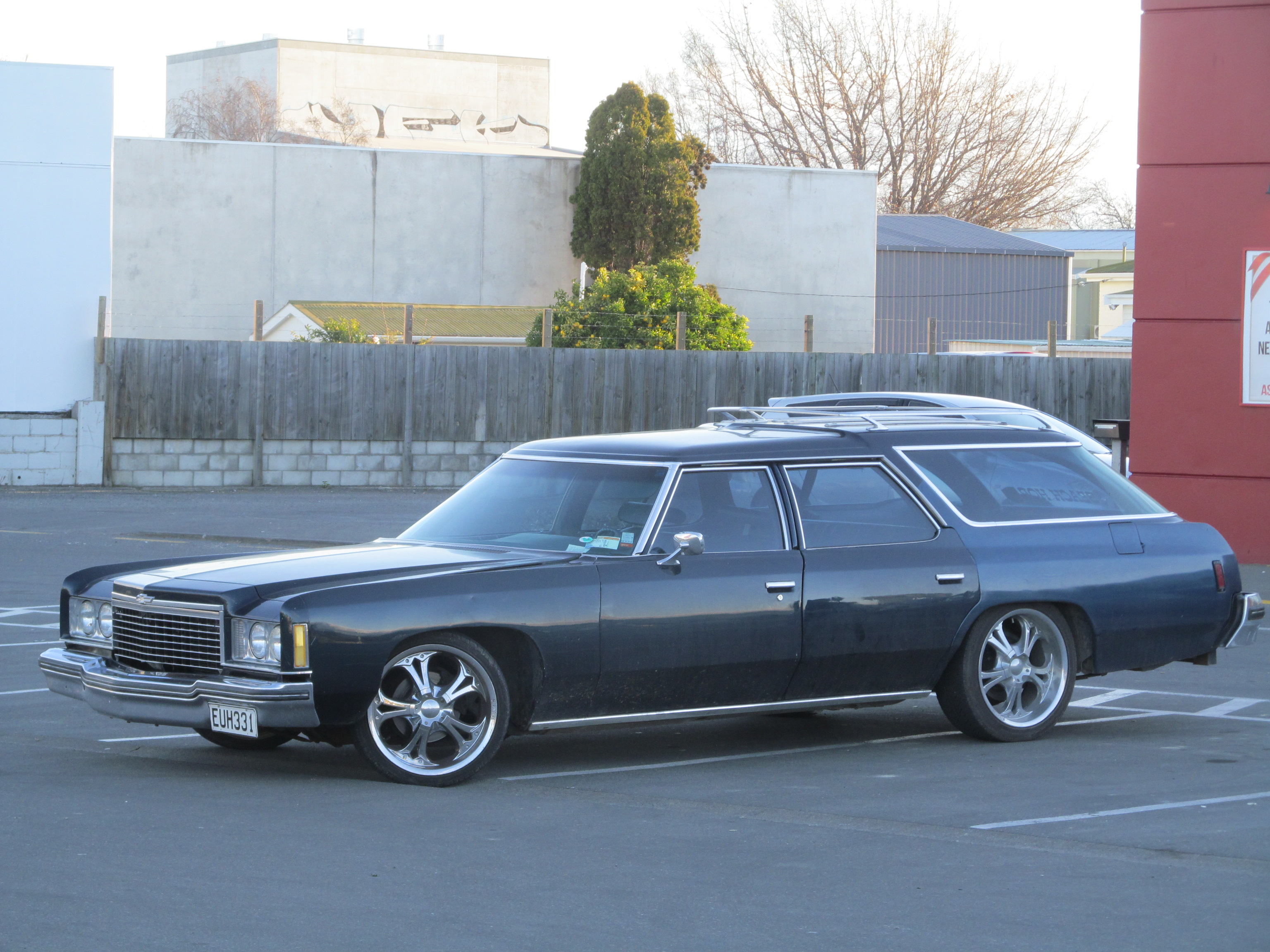
Chevrolet Impala Stationwagen uit 1975
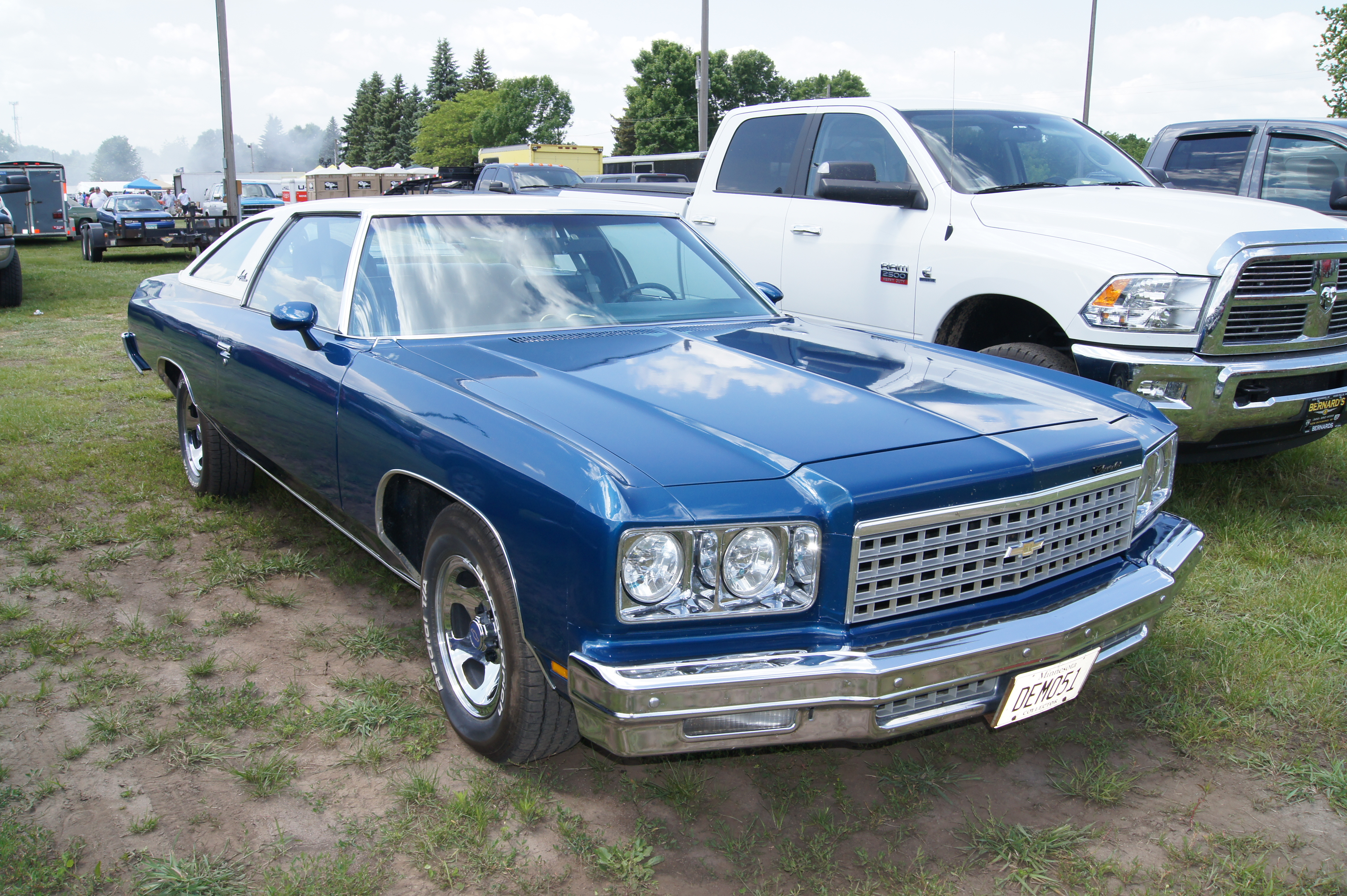
Chevrolet Impala Custom Coupe uit 1976

## Zesde generatie
Chevrolet maakte de zesde generatie Impala een stuk kleiner als gevolg van de veranderingen in de auto-industrie. Grote brede auto's werden steeds minder populair en de V8-motoren slurpten te veel brandstof. Ook speelden dingen als het milieu, de oliecrisis van 1973 en veiligheid een rol in deze zogeheten Malaise era.
De vernieuwde Chevrolet Impala was een flink stuk kleiner dan zijn voorganger. Het voertuig werd een ingekorte versie van het B-platform gebouwd. Hoewel de auto kleiner was geworden, kwam er wel meer beenruimte en een grotere capaciteit in de kofferbak.
Doordat het voertuig kleiner en zuiniger was geworden, raakte hij populair als commercieel voertuig. Veel politiekorpsen en taxidiensten hebben deze auto in dienst gehad.
Hardtops werden uit de productielijn geschrapt omdat ze te onveilig waren tijdens als het voertuig over de kop sloeg. 
De standaardmotor was een 4,1 liter I6 motor en andere opties waren V6 of V8 motoren. In de jaren 80 is de I6 motor door een V6 motor vervangen. 
In 1980 daalden de verkoopcijfers van de Impala enorm door de brandstofcrisis. Er werden in dat jaar slechts 99.527 modellen verkocht, terwijl in het jaar daarvoor 270.907 verkocht werden.
In 1981 konden alle Impala varianten uitgerust worden met de 5,7 liter V8 motor. Voorheen was deze alleen te verkrijgen op de stationwagen. 
In 1982 werd de coupe van de markt afgehaald vanwege extreem lage verkoopcijfers. Gedurende het jaar begon de Chevrolet Caprice, die in dezelfde klasse als de Impala valt, steeds populairder te worden terwijl de Impala impopulairder werd.
In 1983 werd de Impala stationwagen van de markt afgehaald. Ook werd de 4,4 liter v8 motor geschrapt. 
In 1985 werd er besloten om de Impala van de markt af te halen. De Chevrolet Caprice werd als vervanger aangewezen.

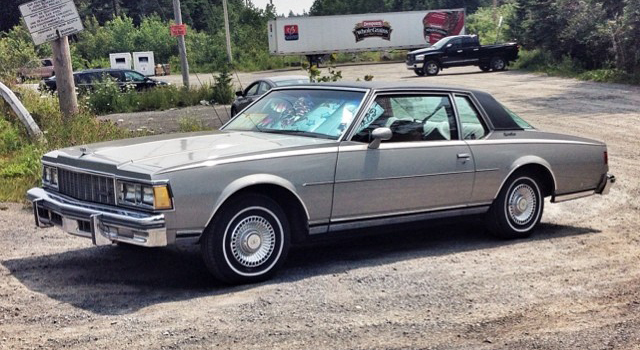
Chevrolet Impala Coupe uit 1979
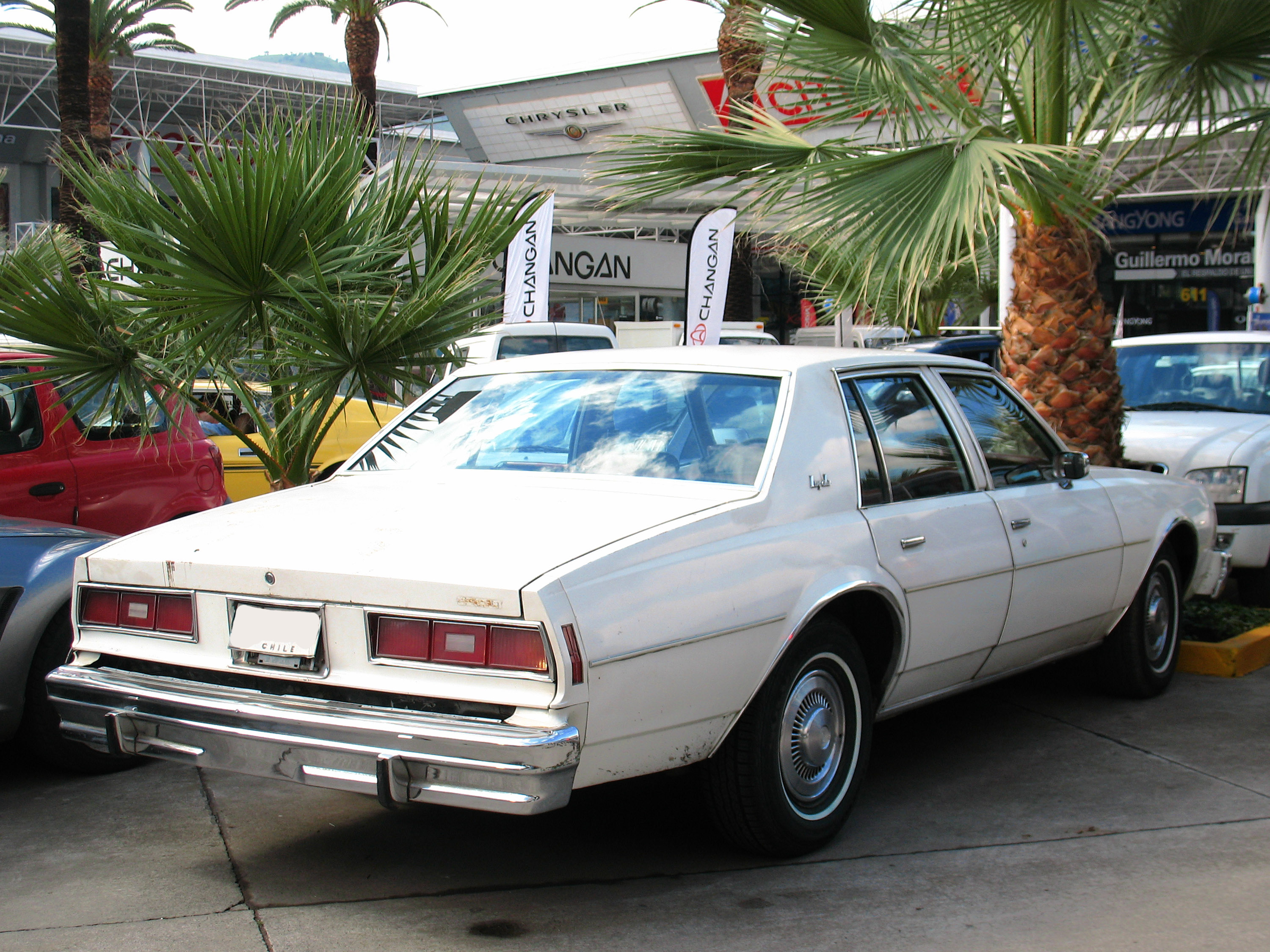
Chevrolet Impala Sedan uit 1977
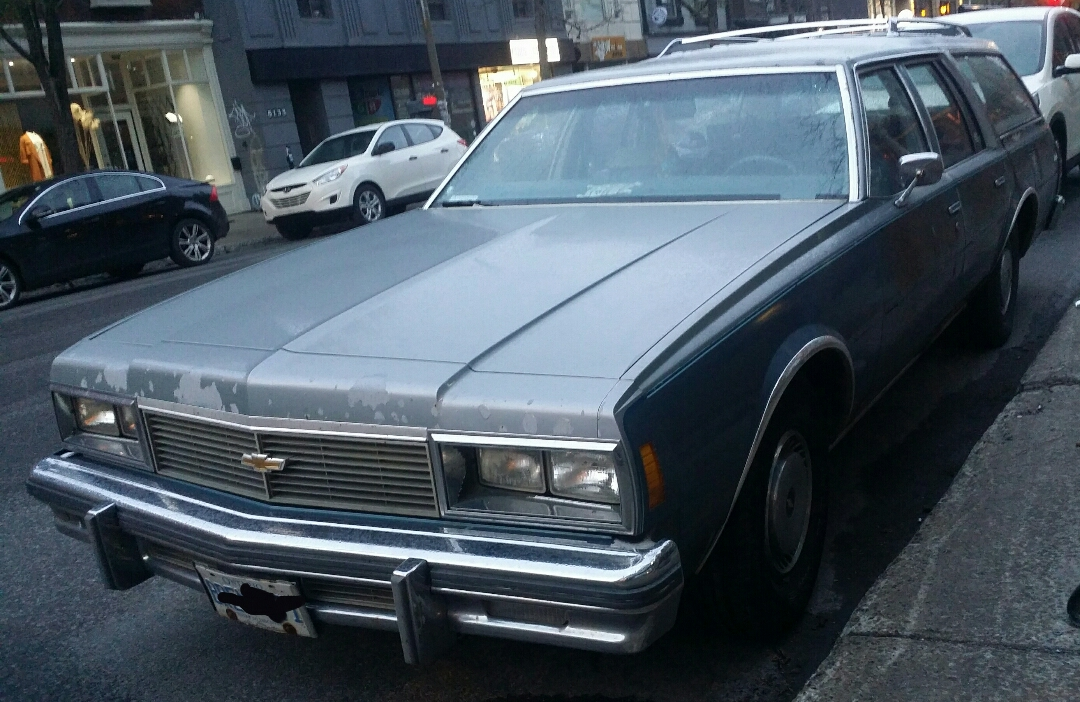
Chevrolet Impala Stationwagen

## Zevende generatie
In 1992 presenteerde Chevrolet een conceptauto op de Detroit Auto Show. Het conceptauto was gebaseerd op de Chevrolet Caprice, maar was een stuk lager en kreeg een 8,2 liter V8 motor. Deze motor werd al gauw vervangen door een 5,7 liter V8 motor, die ook de Corvette aandreef. 
Dit conceptvoertuig werd uiteindelijk omgedoopt tot de Impala SS en ging begin 1994 in productie. De Impala SS leende veel eigenschappen die alleen maar op de Caprice 9C1 (de politieversie) te verkrijgen waren, zoals betere veringen, grotere schokdempers en een sterkere motorkoeler. Chevrolet verkocht 6.303 Impala's in 1994.
In 1995 werden er twee extra kleuren aan de selectie toegevoegd. Naast zwart kon de Impala ook in metallic cherry en donkergroen geleverd worden. De Impala werd steeds meer populairder en de verkoopcijfers stegen naar de 21.434.
In 1996 begon Chevrolet met het exporteren van de Impala naar het Midden-Oosten. Daar werd het voertuig als de Caprice SS verkocht. 
Het 1996 model kreeg een analoge snelheidsmeter ipv een digitale en de versnellingspook werd van het stuur naar de middenconsole verplaatst. En de motor kreeg een nieuwe boordcomputer. 
In 1996 werd de Impala uit productie gehaald, samen met de Chevrolet Caprice en de Buick Roadmaster. Dit was omdat Chevrolet de verkoopcijfers van sedans en stationwagens zag dalen en de verkoop van SUV's zag stijgen. 
Op 13 december 1996 rolde de laatste Impala uit de fabriek in Arlington, Texas. Er werden in totaal 41.941 Impala's verkocht.

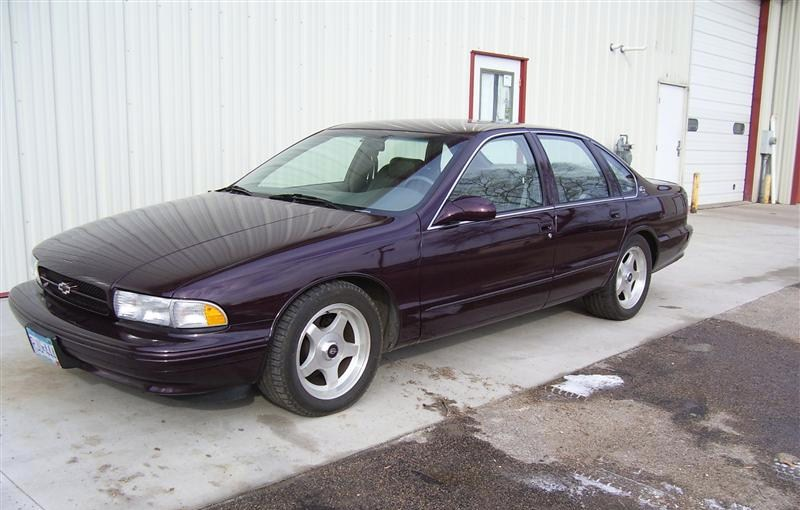
Chevrolet Impala SS in metallic cherry
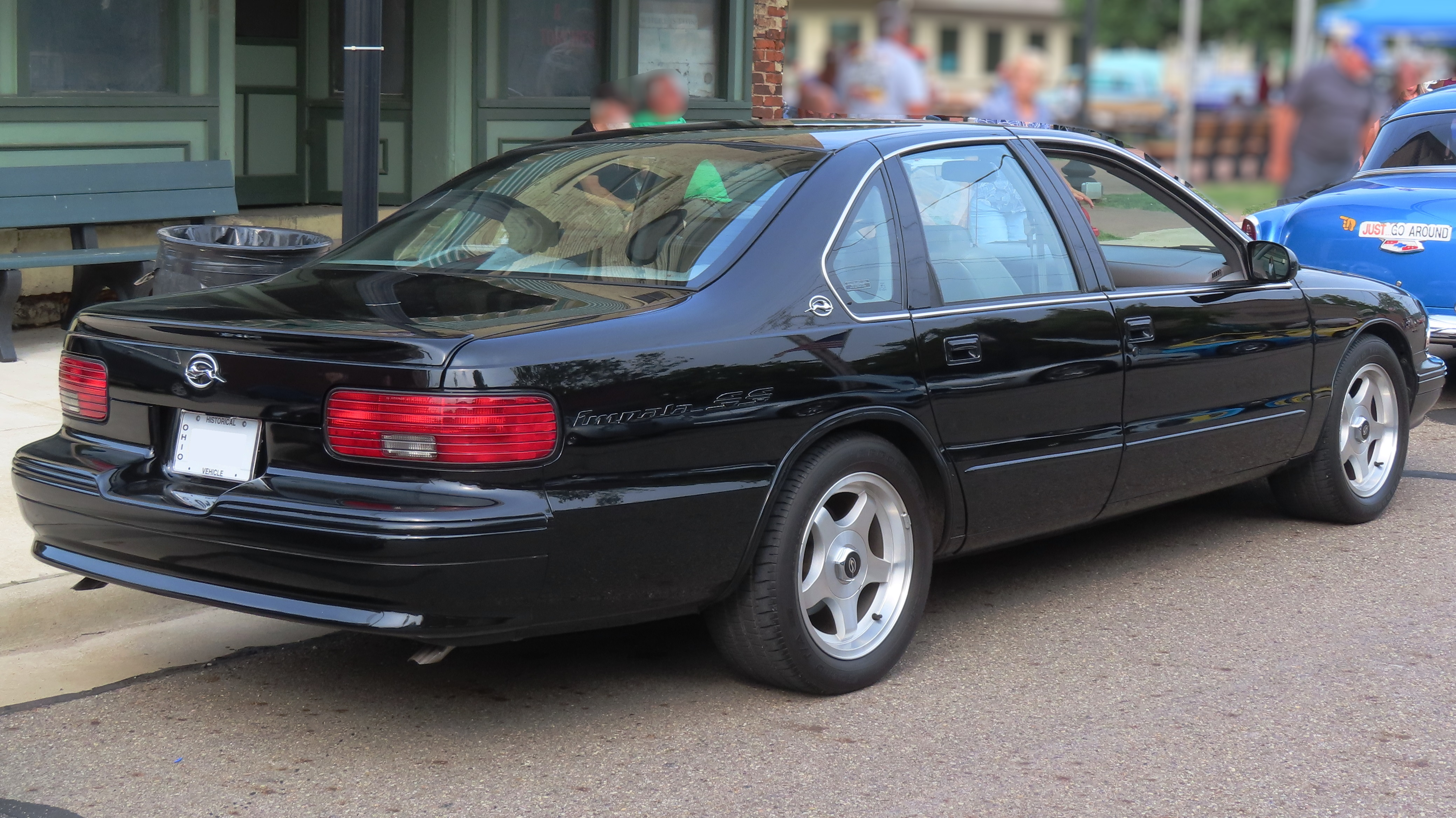
Chevrolet Impala SS uit 1996
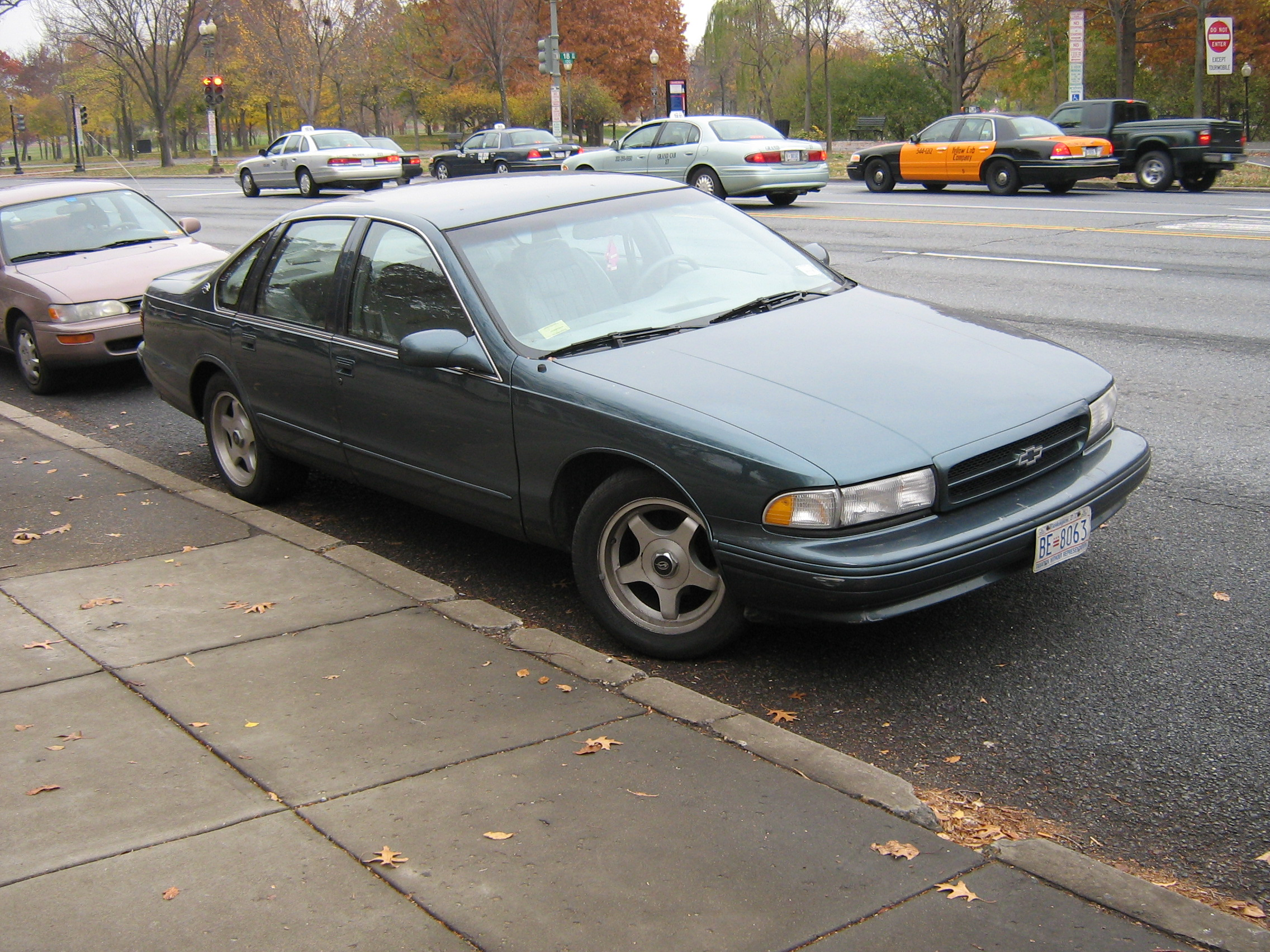
Chevrolet Impala SS in het donkergroen

## Achtste generatie
In 2000 werd de Chevrolet Impala een nieuw leven ingeblazen. Het voertuig werd in 1999 geïntroduceerd als grotere versie van de populaire Chevrolet Lumina. De Lumina was een sedan uit de middenklasse, en hoewel de Impala officieel een voertuig uit de hogere middenklasse moest zijn, werd hij ook aangezien als middenklasse voertuig.
Voor het eerst sinds 1966 werden er geen V8 motoren op de Impala aangeboden. Kopers konden kiezen uit een 3,4 liter of een 3,8 liter V6 motor. Later kwam daar ook nog een supercharged 3,8 liter V6 motor bij. 
De Impala was Chevrolets antwoord op populaire sedans als de Ford Taurus, Dodge Intrepid en Toyota Avalon,
Tussen 2000 en 2003 was de Impala in twee varianten te verkrijgen: base en LS. De base (basis) model werd geleverd met stoffen bekleding, stalen velgen, een spoiler en een 3,4 liter V6 motor die 180 pk produceerde. De LS kreeg meer opties. Zo konden de stoffen stoelen vervangen worden door leer, ABS, tractiecontrole, remote acces, mistlampen en aluminium velgen. De LS had een iets krachtigere motor, namelijk een 3,8 liter V6 met 200 pk. 
Beide versies konden uitgebreid worden met een dakraam, Chevrolet's OnStar systeem en stoelverwarming.
Tussen 2004 en 2005 werd er naast de base en LS varianten ook de SS toegevoegd. De Impala SS kreeg een supercharged 3,8 liter V6 motor met 240 pk. De Impala kreeg speciale SS badges en een uniek interieur met granieten afwerking. Ook werden de opties die voorheen alleen maar op de LS beschikbaar waren toegepast op de base en SS varianten. 
In 2005 werd het OnStar systeem geüpgraded, waardoor gebruikers van de Impala nu 24/7 assistentie van Chevrolet kregen.

### 9C1 en 9C3
Naast de 'gewone' Impala bracht Chevrolet ook speciale versies uit voor hulpdiensten. De 9C1 was een versie die door de politie, brandweer en medische diensten gebruikt werd. Het voertuig had een 3,8 liter V6 motor die ook in de LS Impala zat. Daarnaast was er ruimte om een scherm tussen de voor- en achterstoelen te plaatsen. Daarnaast kreeg de 9C1 een schakelaar die alle lichten van het voertuig konden uitschakelen tijdens het rijden, zodat een politievoertuig zich kon verbergen. De 9C3 was een versie die speciaal voor onopvallende diensten gebruikt kon worden. De variant had dezelfde eigenschappen als de 9C1 maar was iets comfortabeler en wat netter. 

De 9C1 raakten populair bij verschillende politiekorpsen en waren vaak te vinden in grotere korpsen zoals de  NYPD. Desondanks konden de 9C1 en 9C3 niet op tegen de immens populaire Ford Crown Victoria Police Interceptor. 

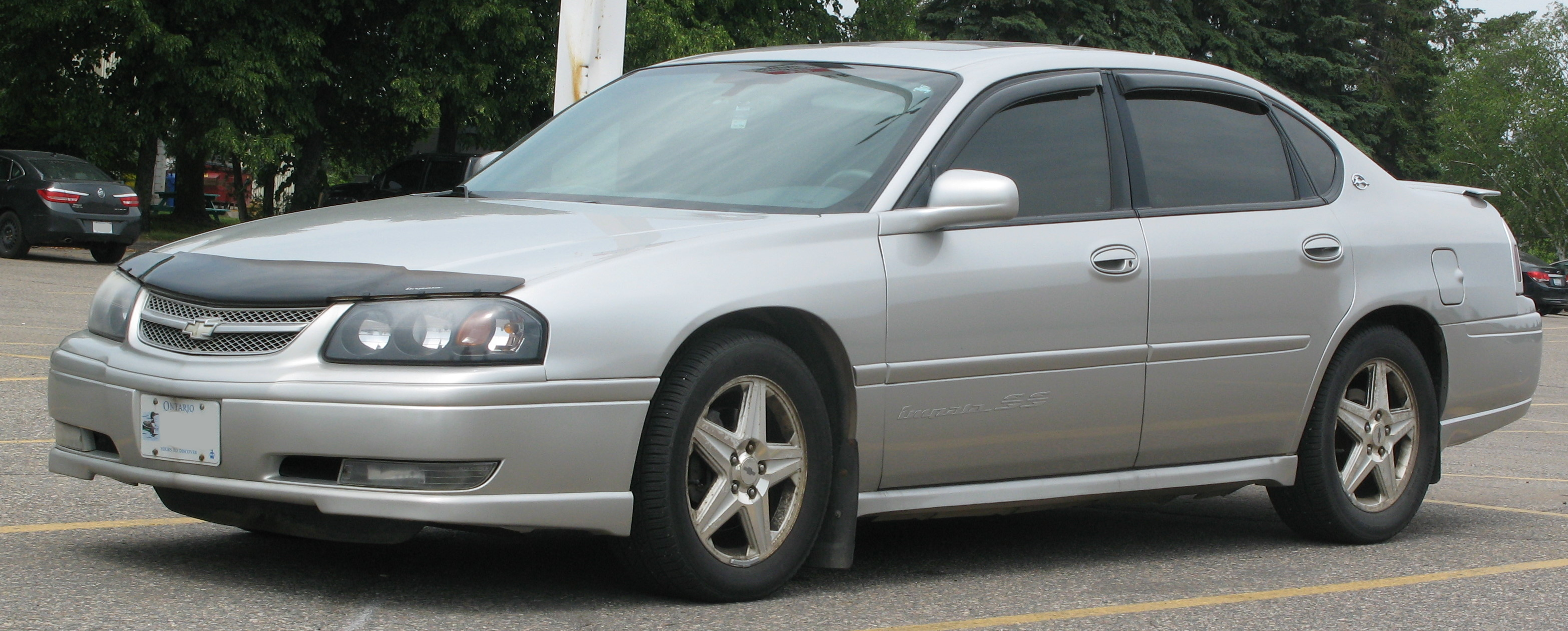
Chevrolet Impala SS uit 2005
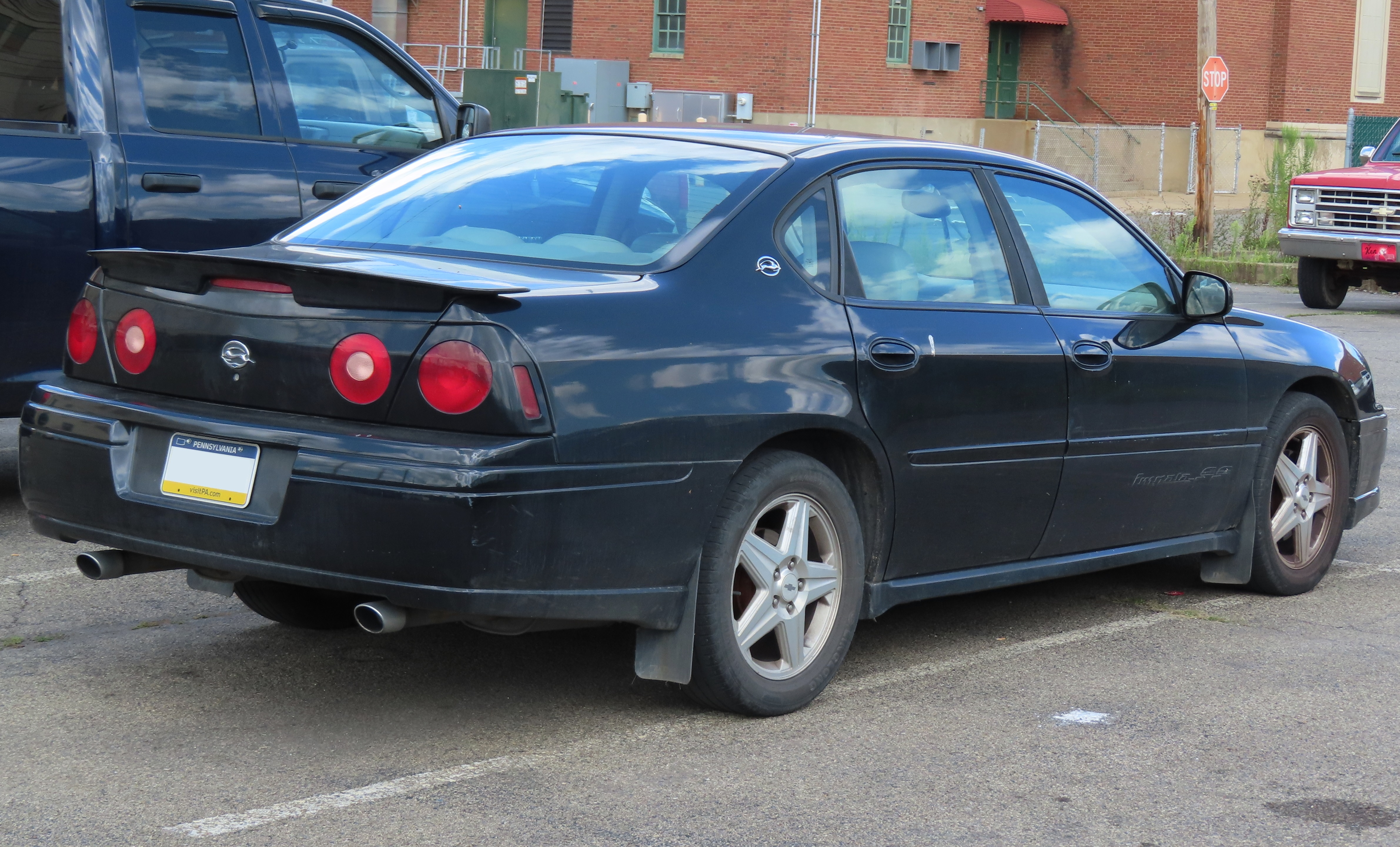
Een Chevrolet Impala uit 2004
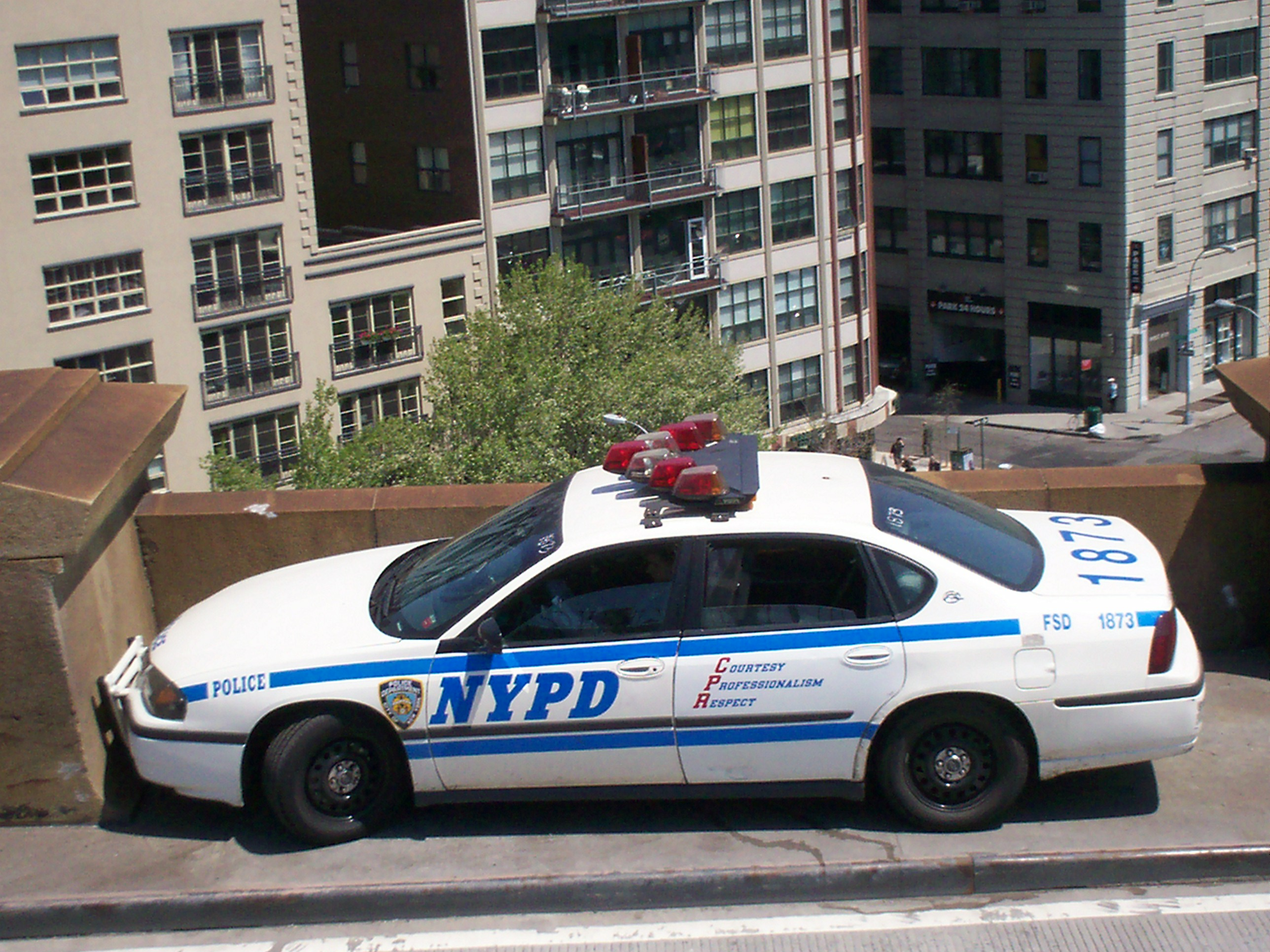
Een Impala 9C1 van de NYPD

## Negende generatie
De negende generatie van de Chevrolet Impala werd eind 2005 geïntroduceerd. Het voertuig werd op het nieuwe W body gebouwd en kreeg een 3,5 liter V6 motor als aandrijving. Chevrolet produceerde ook een SS variant van de Impala, die een 5,3 liter V8 motor kreeg. De SS Impala was de eerste sedan van Chevrolet met een V8 motor sinds 1996. 
De Impala was in vier varianten te verkrijgen: LS, LT, LTZ en SS. De LS en LT waren geschikt voor zes personen, de overige voor vijf. Alle varianten kregen een dashboard en middenconsole met houten afwerking. De LS en LT kregen geen middenconsole ivm de voorbank. 
De LS was het basismodel. De voorzieningen waren een AM/FM radio met cd en mp3 speler, airconditioning en keyless entry. De LT was de middenklasse en had al de voorzieningen van de LS plus lichtmetalen velgen en verwarmde voorstoelen. De LTZ was de topklasse en de voorzieningen waren een dakraam, Bose audiosystemen, leren bekleding en OnStar. 
In 2007 kwam er naast de reguliere benzinemotor ook een E85 motor beschikbaar. Ook kwam er een nieuwe 3,9 liter V6 motor beschikbaar. Nieuwe voorzieningen waren cruise control en een bandenspanningsmeter. Als extra optie kon er ook een spoiler gemonteerd worden. 
In 2008 bestond de Impala 50 jaar. Hiervoor werd er een speciale variant uitgebracht. Dit omvatte veringen en velgen die normaal op de SS zaten, speciale badges en een leren voorstoelen. 
In 2010 werd de Impala SS van de markt gehaald. De LT kreeg nu standaard mistlampen en de 3,9 liter V6 was niet langer beschikbaar voor deze variant. 
In 2011 vonden er kleine veranderingen plaats. De 3,5 liter V6 was nu alleen maar verkrijgbaar op de LS en LT, de 3,9 liter was alleen op de LTZ te verkrijgen. De LT variant kon uitbreid worden met een Luxury Edition. Dit omvatte leren bekleding, elektrisch verstelbare stoelen, digitale radio en een spoiler. 
In 2012 kreeg de Impala een kleine facelift en kreeg een nieuwe 3,6 liter V6 motor die 302 pk leverde. De 3,5 en 3,9 liter motoren waren niet langer te verkrijgen. Het 2013 model was hetzelfde als het 2012 model. 

### Impala Limited
In 2013 werd de tiende generatie van de Impala geïntroduceerd. De negende generatie was tussen 2014 en 2016 als Impala Limited te verkrijgen voor commercieel gebruik. 

### 9C1 en 9C3
In 2006 bracht Chevrolet weer een speciale versie van de Impala uit. De 9C1 Impala was gebaseerd op de LT variant en werd in de fabriek voorbereid op de inbouw van politieapparatuur zoals zwaailichten, sirenes, radio's en een kooi voor de arrestanten. Zowel de 9C1 als de 9C3 kregen de 3,9 liter V6 motor en vanaf 2008 kwam hier ook nog een variant bij die op E85 kon lopen. Rond 2008 kreeg de Ford Crown Victoria ook E85 motoren, waardoor de Impala een directe concurrent van het model werd. In 2016 werden de 9C1 en 9C3 vervangen door de Chevrolet Caprice PPV. 

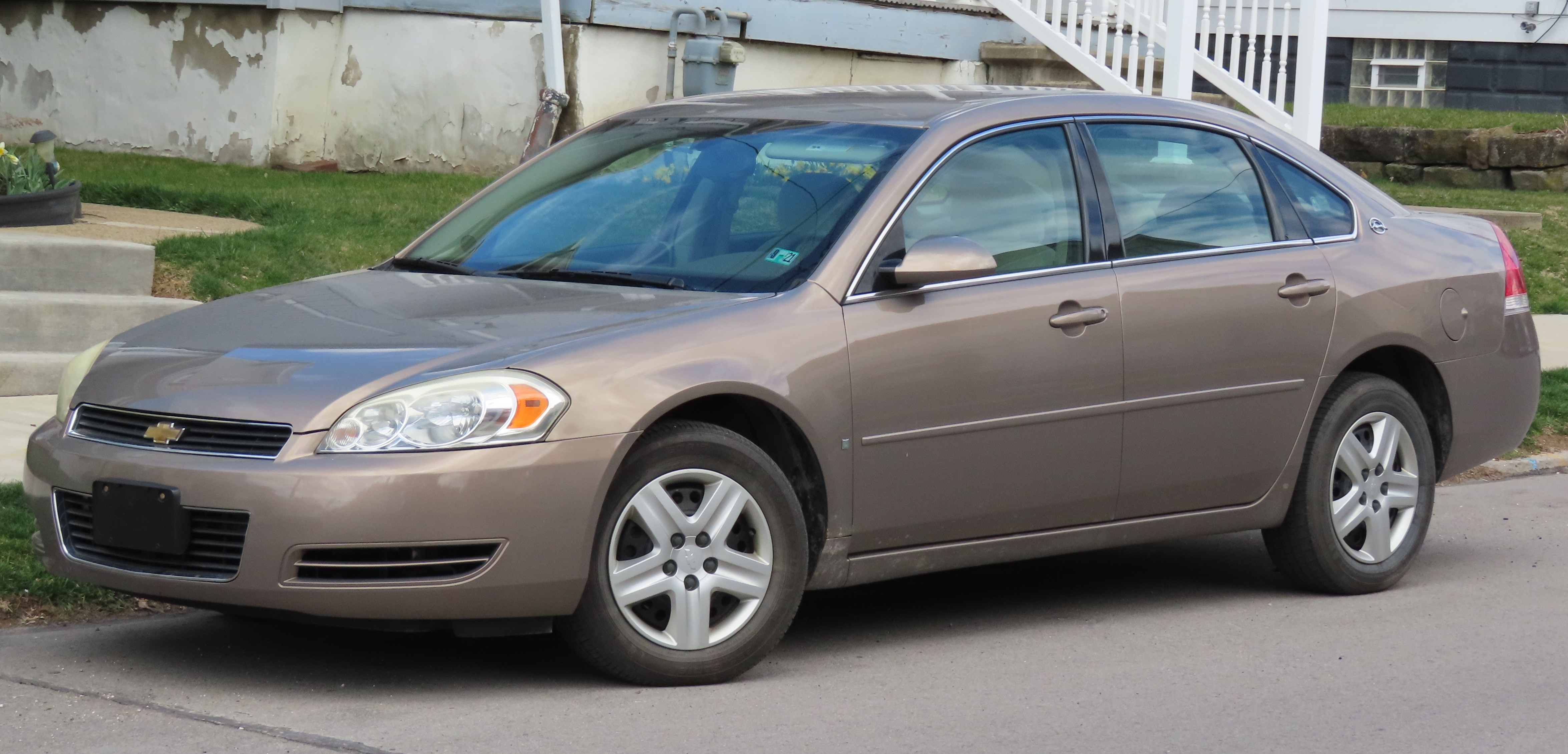
Een Chevrolet Impala uit 2009
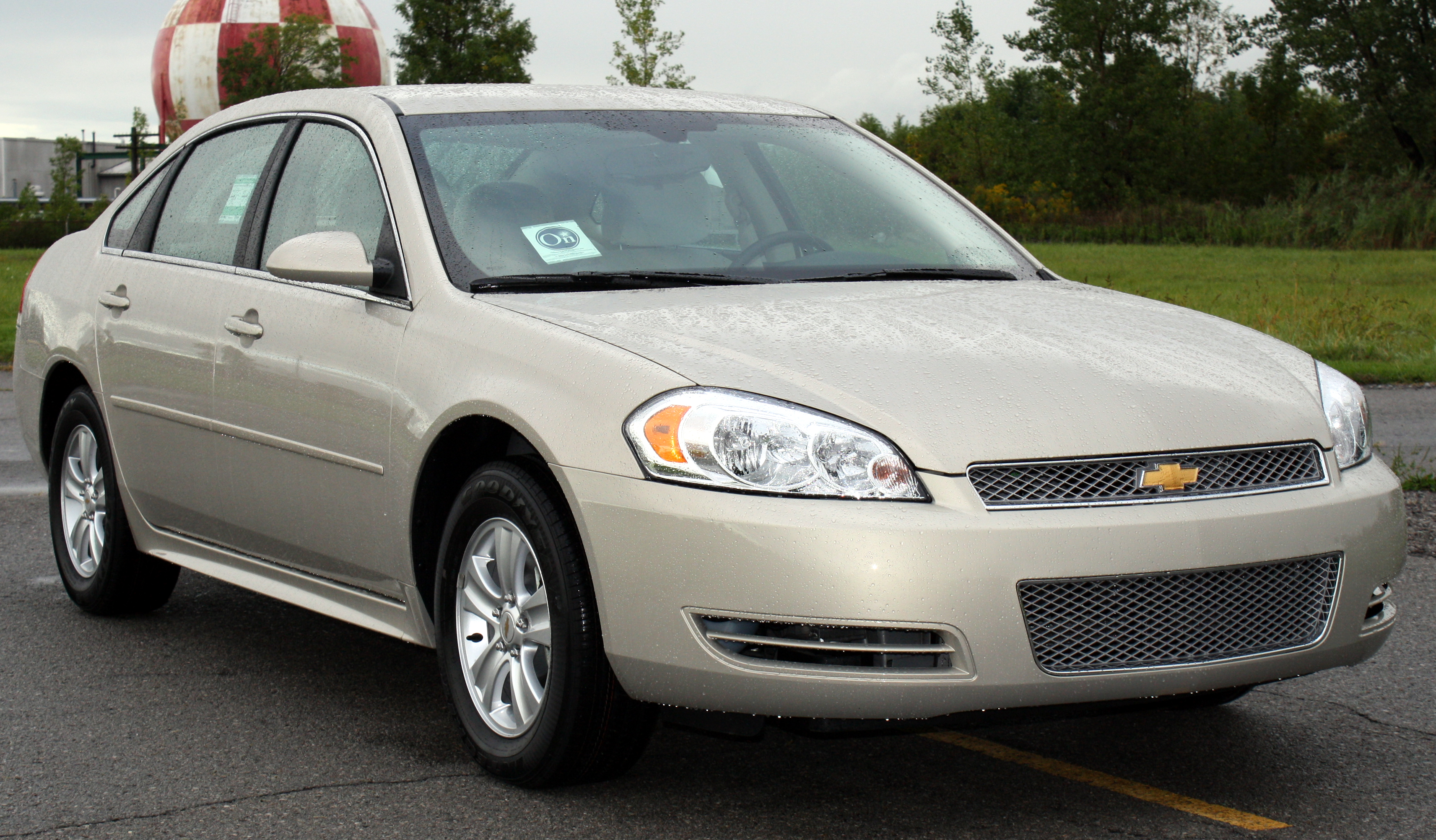
Een Impala uit 2012
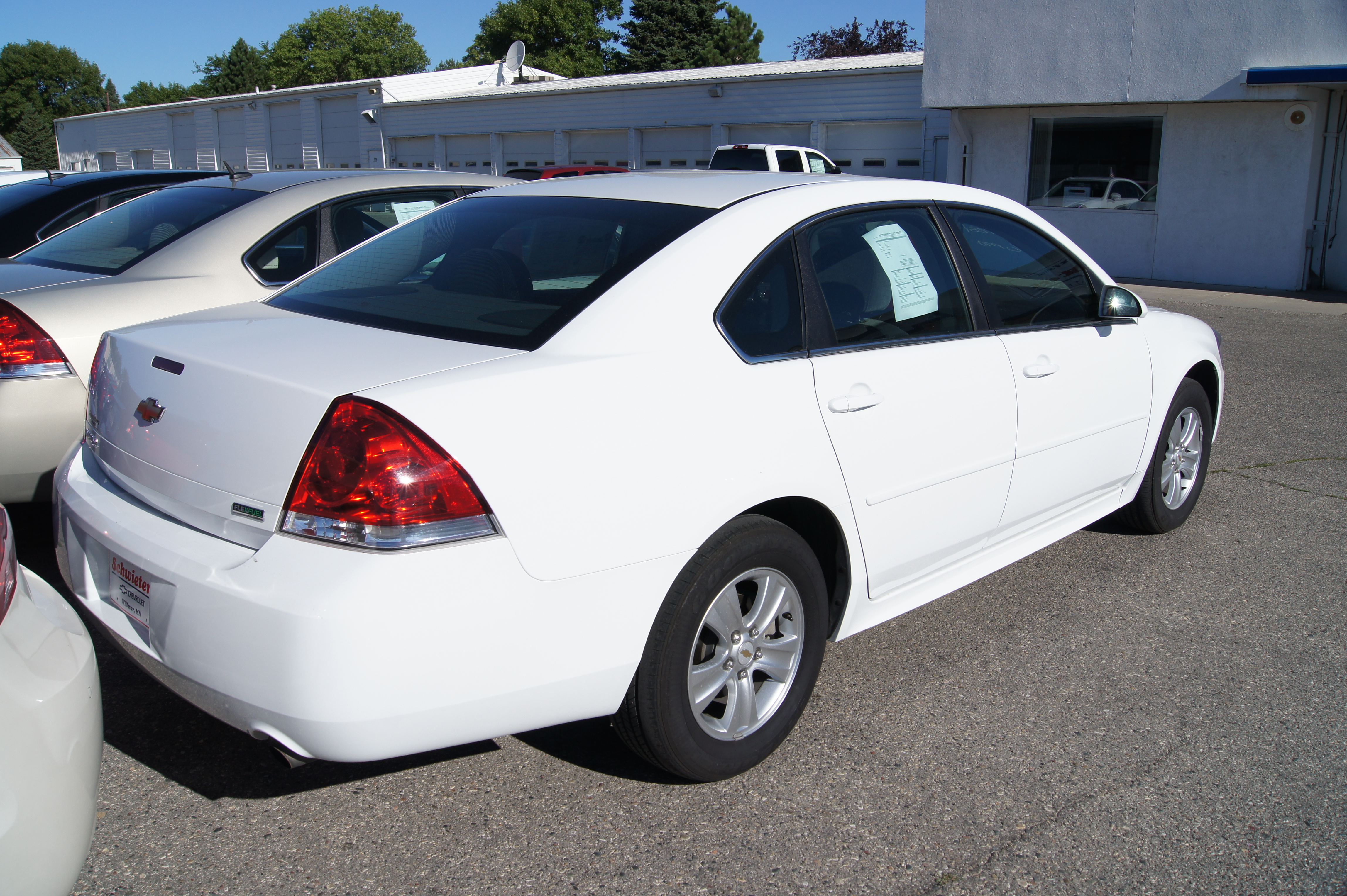
Achterzijde van het voertuig
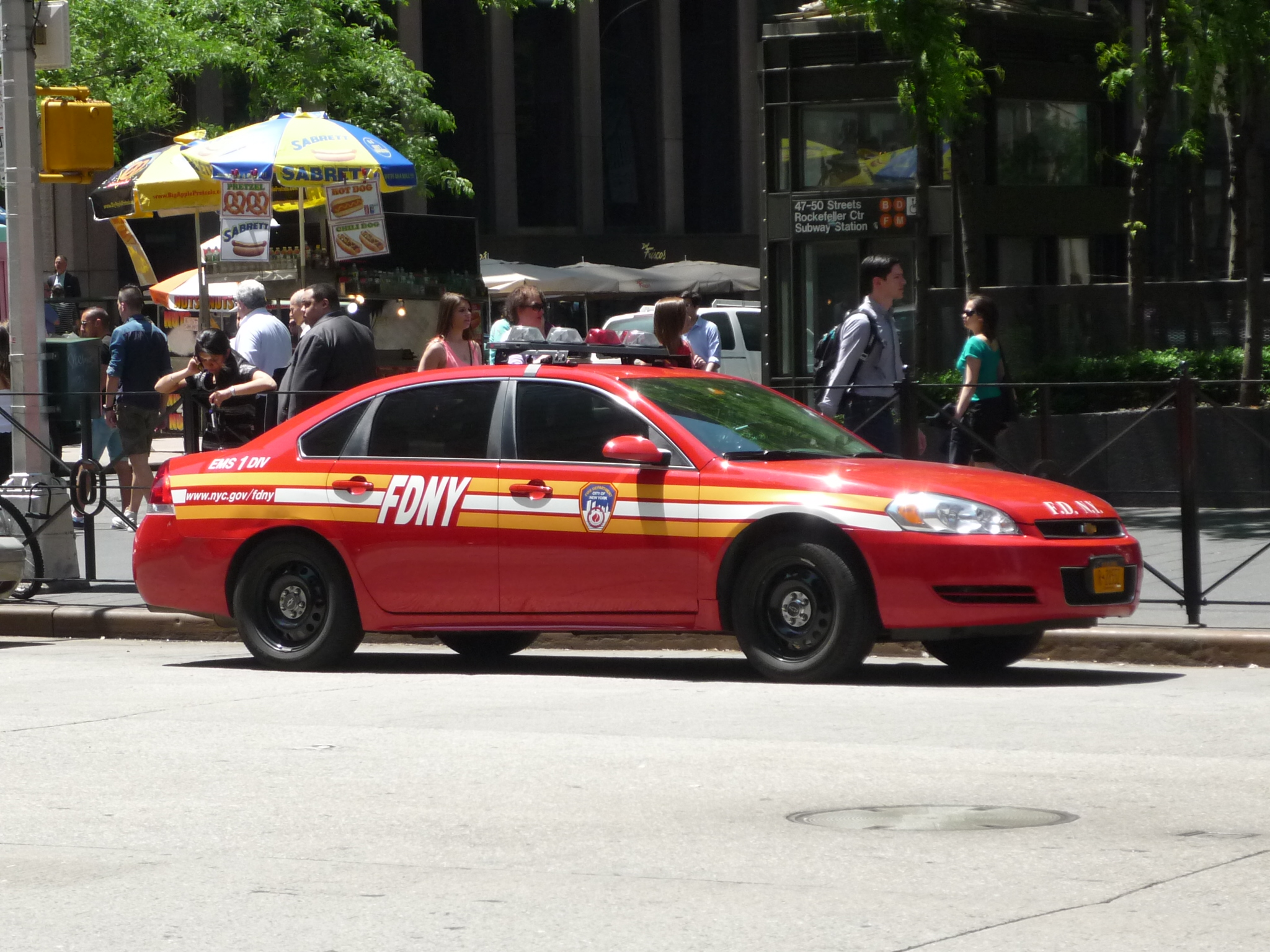
Chevrolet Impala van de FDNY

## Tiende generatie
De tiende generatie werd in 2012 gepresenteerd en zou in 2013 de verkoop in gaan. De vernieuwde Impala werd op het wat grotere GM Epsilon platform gebouwd, waarop ook o.a. de Cadillac XTS en Saab 9-5 gebouwd werden. Hierdoor keerde het model weer terug in de hogere middenklasse. Samen met de kleinere Chevrolet Malibu werden ze directe concurrenten van de Ford Taurus en Ford Fusion.
De tiende generatie kreeg net als de vorige generatie geen optie op een V8 motor. Er werden drie motoren aangeboden: een 2,4 liter Ecotech I4 hybridemotor, een 2,5 liter Ecotech I4 motor en een 3,6 liter V6 motor. De productie van het voertuig werd verdeeld. Impala's met een 2,4l I4 of 3,6l V6 motor werden in Canada gebouwd en de Impala's met een 2,5l I4 werden in Detroit geproduceerd.
De nieuwe Impala werd standaard geleverd met ledverlichting, een 4,2 inch informatiescherm, HD radio en noice cancelling voor de motor. Extra opties waren cruise control, extra sensoren die je waarschuwen als je de rijbaan verlaat, een achteruitrijcamera en parkeersensoren. De varianten waarin de Impala geleverd kon worden waren LS, LT1, LT2, LTZ en LTZ2. 
In 2015 kon er 4G LTE ingebouwd worden en de HD radio werd geschrapt. Tevens werd er in 2015 een variant uitgebracht die op CNG kon lopen.  
In 2016 werd de LTZ variant uit de verkoop gehaald, waardoor er nu maar vier verschillende varianten overbleven. De LT en LTZ konden uitgebreid worden met een Midnight Appearance Package. Deze Impala's werden zwart geleverd en kregen zwarte velgen en zwarte badges. Vanaf 2016 werd er ook CarPlay en Android Auto aangeboden.
In 2017 werd de LTZ2 omgedoopt tot Premier Trim en kon de LS Impala (voorheen enkel met een I4 motor) ook met een V6 motor geleverd worden. 
In 2018 werden de LT1 en LT2 varianten samengevoegd tot LT. Keyless entry, een achteruitrijcamera en MyLink werden nu standaard geleverd op alle varianten. De 4,2 inch informatiescherm werd vervangen door een 8 inch informatiescherm inclusief Chevrolets MyLink programma. De Premier Impala kreeg nu ook een navigatiesysteem. Vanaf dit jaar begonnen de verkoopcijfers van de Impala flink te dalen. Zo werden er in 2017 22.022 Impala's verkocht, in 2018 waren dit er 'slechts' 14.067. Ondanks de lage verkoopcijfers, hield Chevrolet de Impala toch in productie.
Eind 2019 maakte Chevrolet bekend dat het doek voor de Impala zou vallen. De fabriek in Detroit werd omgebouwd voor de productie van elektrische auto's en de fabriek in Canada werd omgebouwd voor de bouw van cross-overs en SUV's. Daarnaast wilde Chevrolet zich meer gaan focussen op elektrische voertuigen.

In 2019 en 2020 werd de LS variant geschrapt en bleef de 3,6 liter V6 als enige motoroptie over. Op 27 februari 2020 rolde de laatste Chevrolet Impala de fabriek in Detroit uit.

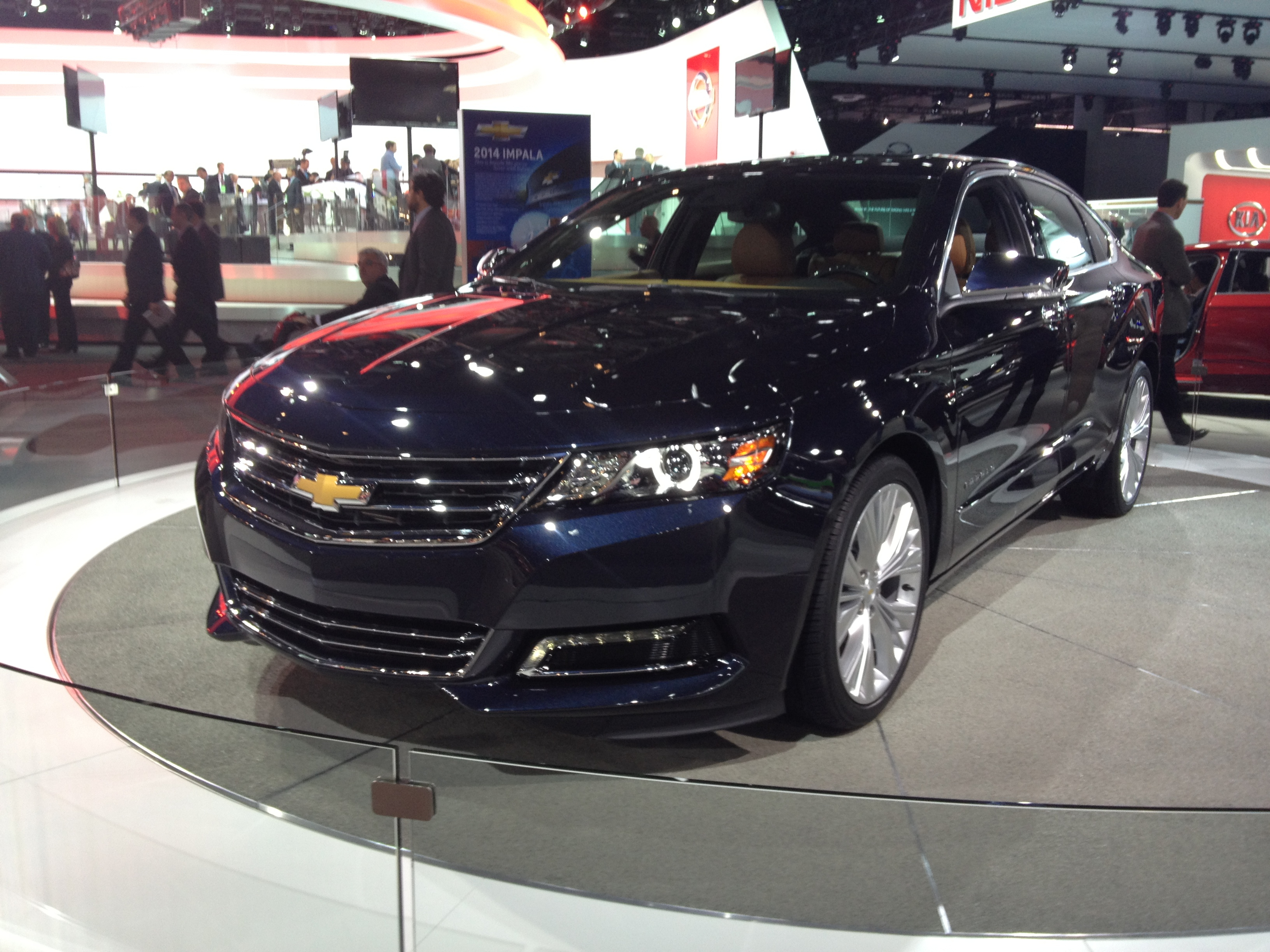
Een Chevrolet Impala uit 2014
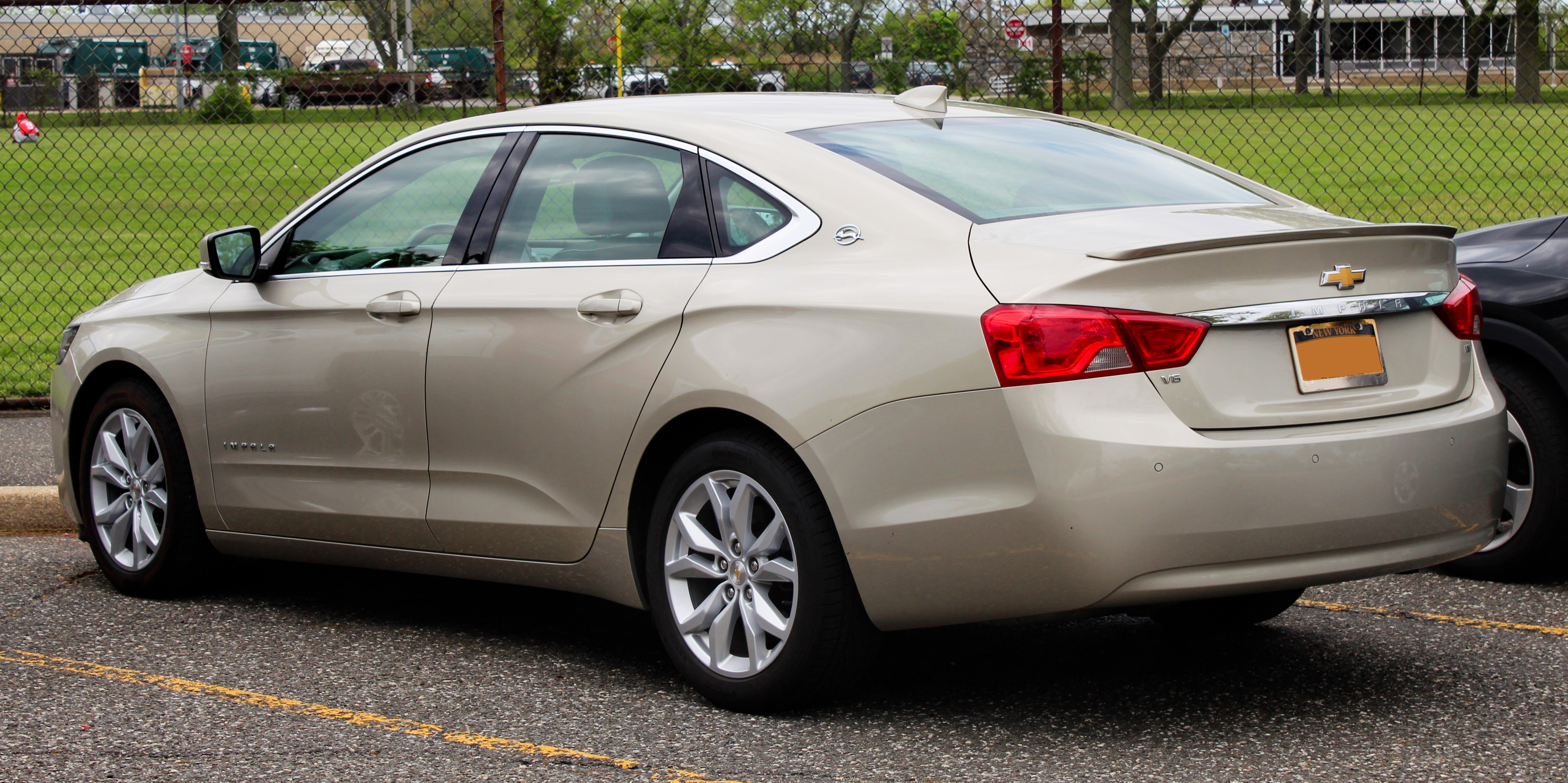
De achterzijde van het voertuig
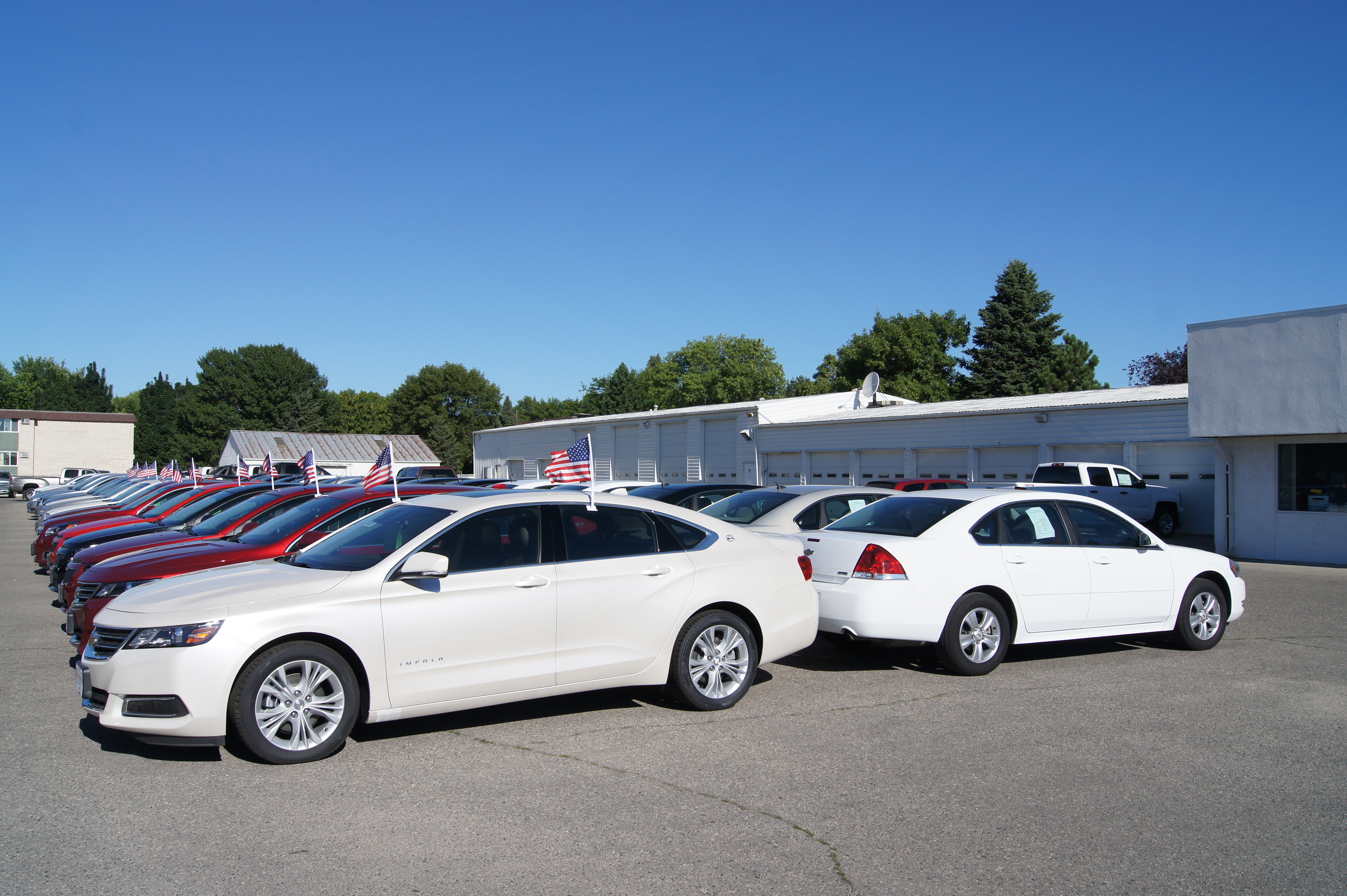
Chevrolet Impala's van de negende en tiende generatie